# Azulejos
Un azulejo ou azuléjo (pluriel : azulejos) est, au Portugal, en Espagne et au Brésil, un carreau ou un ensemble de carreaux de faïence décorés. 
Ces carreaux sont ornés de motifs géométriques ou de représentations figuratives. On les trouve aussi bien à l'intérieur de bâtiments qu'en revêtement extérieur de façade. Cet art se développe d'abord en Andalousie au XVe siècle avant de connaître son apogée au XVIIIe siècle au Portugal. Il reste de nos jours un art vivant dans le sud de l'Espagne et au Portugal.

## Étymologie
Le mot « azulejo » vient soit de l'arabe al zulaydj, زليج, « petite pierre polie », soit du portugais ou de l'espagnol azul, « bleu »[réf. nécessaire]. Cette étymologie pourrait sembler évidente puisque la couleur bleue est la plus fréquemment utilisée[réf. nécessaire]. Il s'agissait au départ d'imiter les mosaïques romaines, assemblages de « petites pierres polies ». Le mot « zellige », technique de revêtement utilisée en Afrique du Nord, a la même étymologie.
Le mot azulejo viendrait sinon du terme d'architecture mauresque arabico-espagnole azzuláich ou azulaich, corruption du gréco-latin asarotum (« carreau ou pavage de faïence »).
Le mot se prononce [aθu'lexo] en espagnol, et [azulæɨʒʊ] en portugais. Il est parfois francisé en azuleije [azulɛʒe].

## Histoire

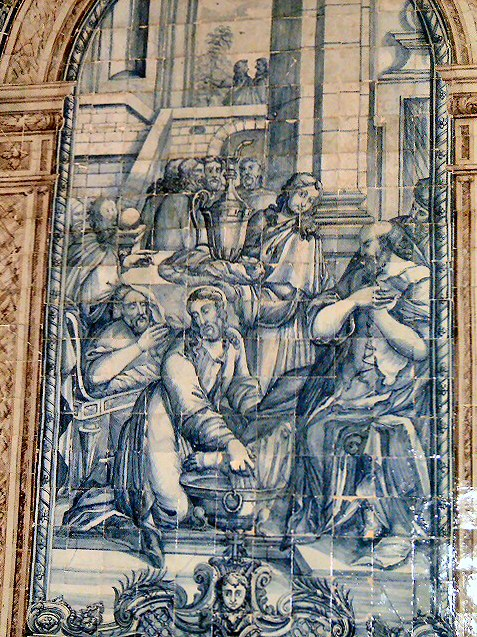
Le Lavement des pieds, église du monastère de Notre-Dame de la Charité, Sardoal (Portugal).

La technique de l'émail stannifère opaque fut apportée par les Maures lors de leur occupation, et se développa dans toute la péninsule Ibérique. D'abord non figurative (interdiction de la figuration dans les préceptes de l'islam sunnite), la décoration des azulejos ne devint figurative qu'à partir de la fin du XVe siècle sous l'influence de la majolique italienne. Les premiers azulejos figuratifs sont peints à Séville vers 1500 par Francesco Niculoso, potier italien originaire de Pise. La chapelle de l'Alcazar de Séville ou le retable du monastère de Tentudia sont des exemples encore visibles de panneaux d'azulejo de Niculoso. Cet art du carreau de faïence décoré se développera ensuite dans toute l'Espagne, en particulier à Talavera de la Reina et dans le royaume de Valence, puis au Portugal.
En parallèle, l'usage de carreaux de faïence décorés s'est développé en Flandres, d'abord à Anvers autour de 1500, puis à Delft.
Si Séville, pour l'Espagne, possède de magnifiques panneaux d'azulejos, et si Mexico s'enorgueillit de sa Casa de los azulejos, cet art s'est ensuite particulièrement développé au Portugal et dans ses anciennes colonies, en particulier le Brésil et les comptoirs d'Asie (Macao et Goa). Les premiers azulejos fabriqués au Portugal au XVIIe siècle s'inspirent des productions hollandaises bleu et blanc qui imitent la faïence chinoise très à la mode à cette époque en Europe. Le bleu intense caractéristique de cette période est obtenu par utilisation du cobalt.

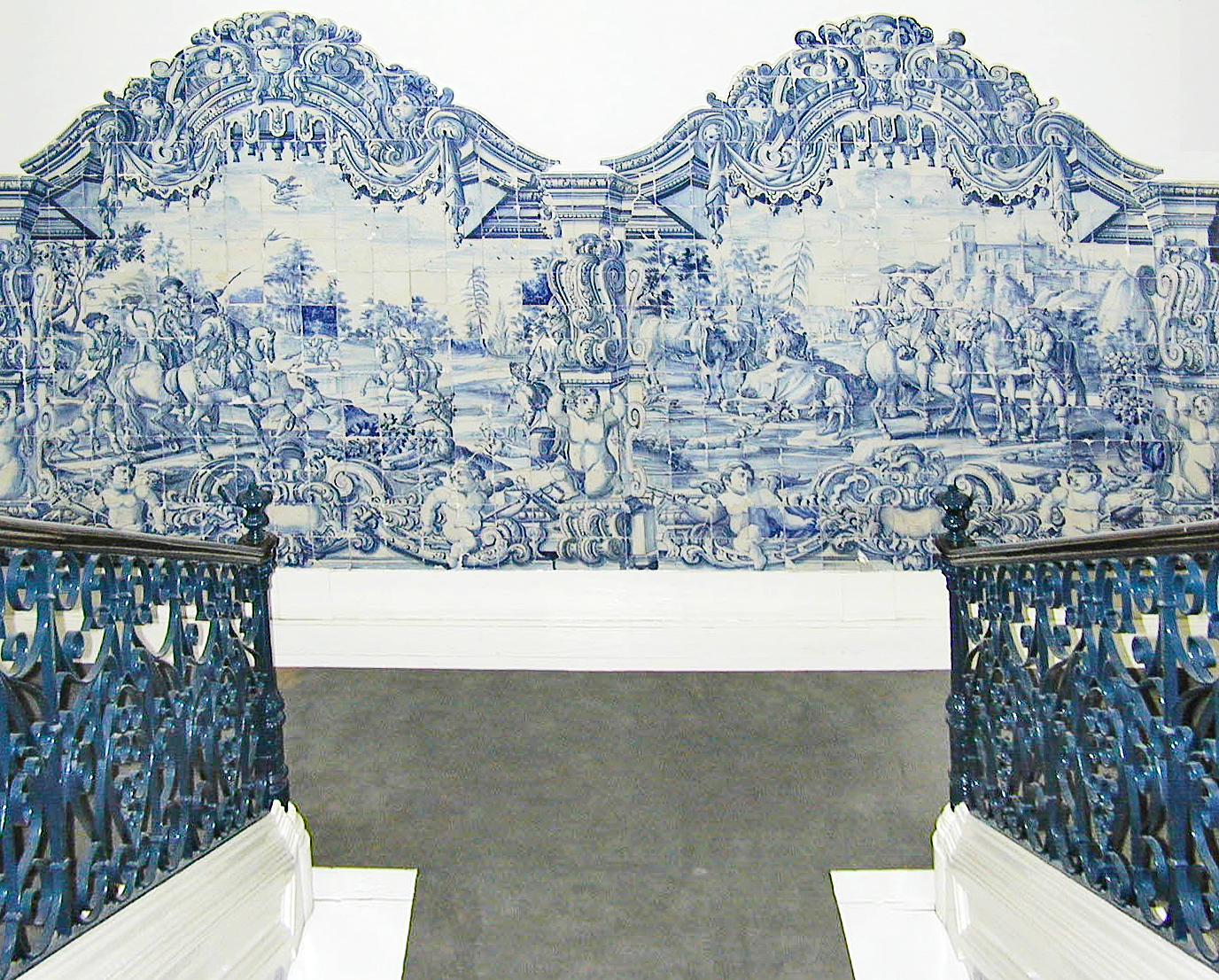
Mur d'azulejos au musée national de Lisbonne.

Aujourd'hui, les plus beaux ensembles d'azulejos visibles en Espagne sont l'Alcazar et la Casa de Pilatos à Séville. Les azulejos portugais les plus connus sont ceux du palais des marquis de Fronteira à Lisbonne, ceux de l'église Saint-Laurent d'Almancil en Algarve, et pour le XIXe siècle, ceux de la gare de São Bento de Porto. Pour le XXe siècle, la place d'Espagne de Séville (1929) et plusieurs stations du métro de Lisbonne sont les exemples les plus remarquables.
Plus modestement, des panneaux de plus petite taille sont couramment utilisés en Espagne et au Portugal pour des représentations religieuses ou à des fins signalétiques.
Il existe à Lisbonne un musée national de l'Azulejo avec de très riches collections. Il compte environ 10 000 pièces.
De nombreux ateliers artisanaux portugais et espagnols s'emploient à poursuivre leur adaptation à la modernité (voir en particulier les réalisations dans le métro de Lisbonne).

## Styles et aspects techniques
Il y a plusieurs styles d'azulejos : Renaissance, baroque, classique, Sécession ou contemporain.
Les azulejos peuvent être non figuratifs, géométriques voire abstraits, mais aussi figuratifs. Ainsi, le couvent de São Vicente de Fora de Lisbonne possède 38 panneaux représentant les fables de La Fontaine.
Du point de vue de la vie quotidienne, on reconnaît aux azulejos un certain nombre de qualités : leur entretien et leur nettoyage sont faciles, puisque leur surface est plane ; ils protègent contre l’humidité en hiver et contre la chaleur en été (fortes chaleurs estivales dans la péninsule Ibérique).

### Terminologie
- Alicatado : de l'arabe al-qataa, revêtement mural ou du sol. Céramiques lustrées coupés selon différentes tailles et formes géométriques à l'aide d'une tenaille.
- Corde sèche : technique du califat de Cordoue (Xe siècle) caractérisée par l'utilisation de corde pour la séparation des couleurs
- Cuenca et arista : technique du XVe siècle consistant à appliquer un moule sur la terre fraîche pour faire naître un relief
- Majolique : technique italienne permettant une peinture directe sur la pièce lustrée.

## Galeries

### Azulejos hispano-mauresques

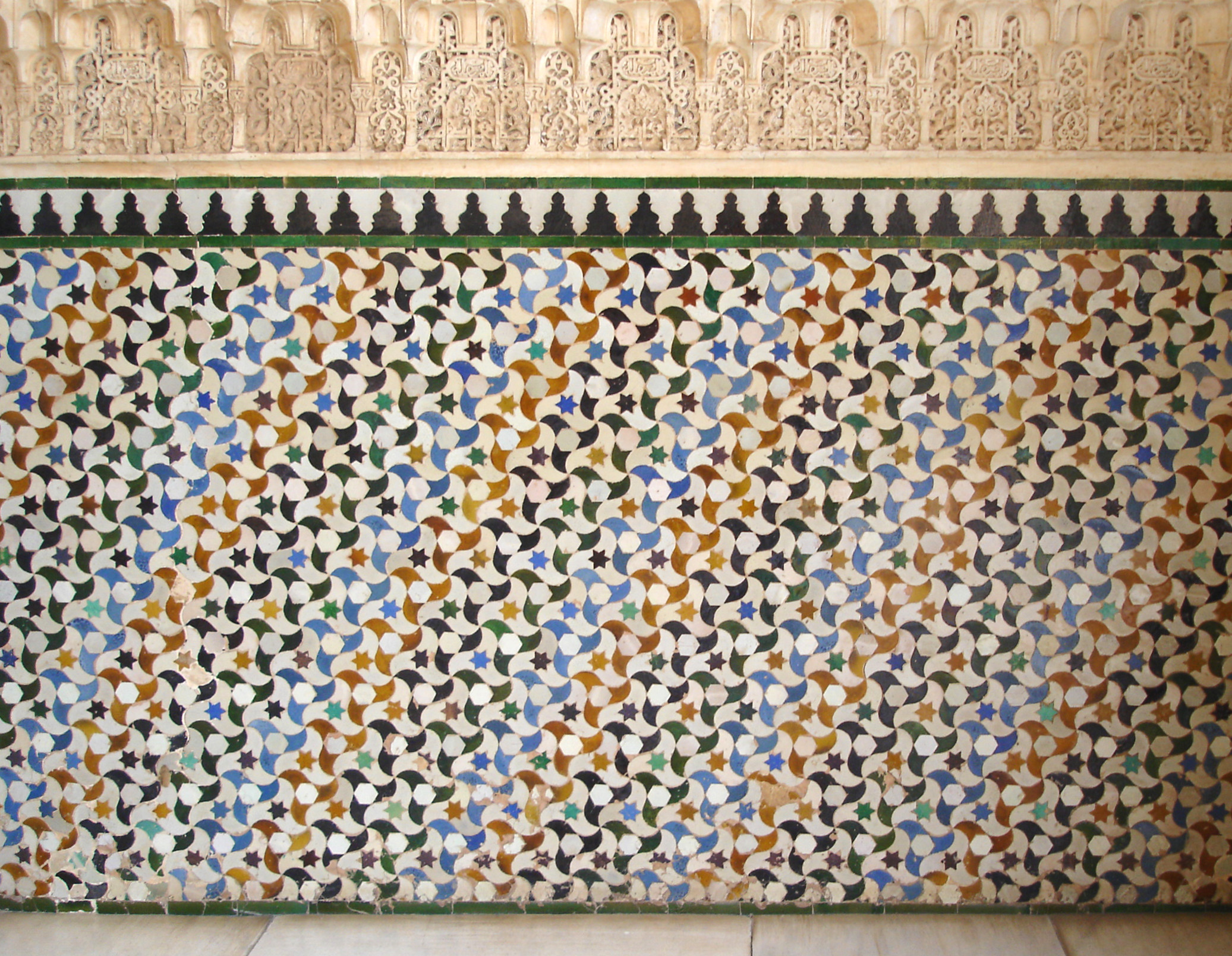
Carreaux hispano-mauresques alicatado de l'Alhambra, vers 1350, Grenade (Espagne).
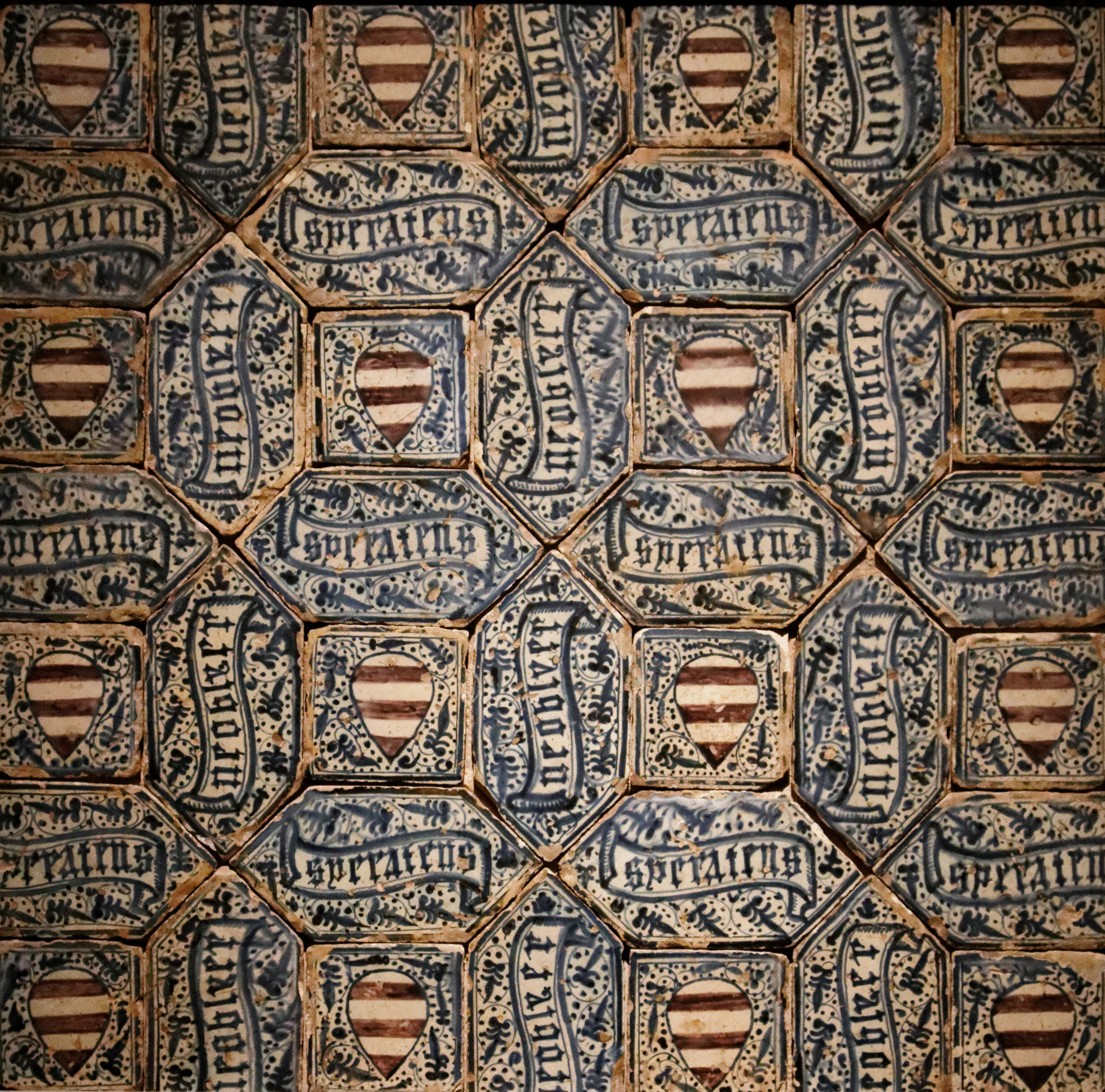
Carreaux hexagonaux alfardones, vers 1420, Manises (Espagne).
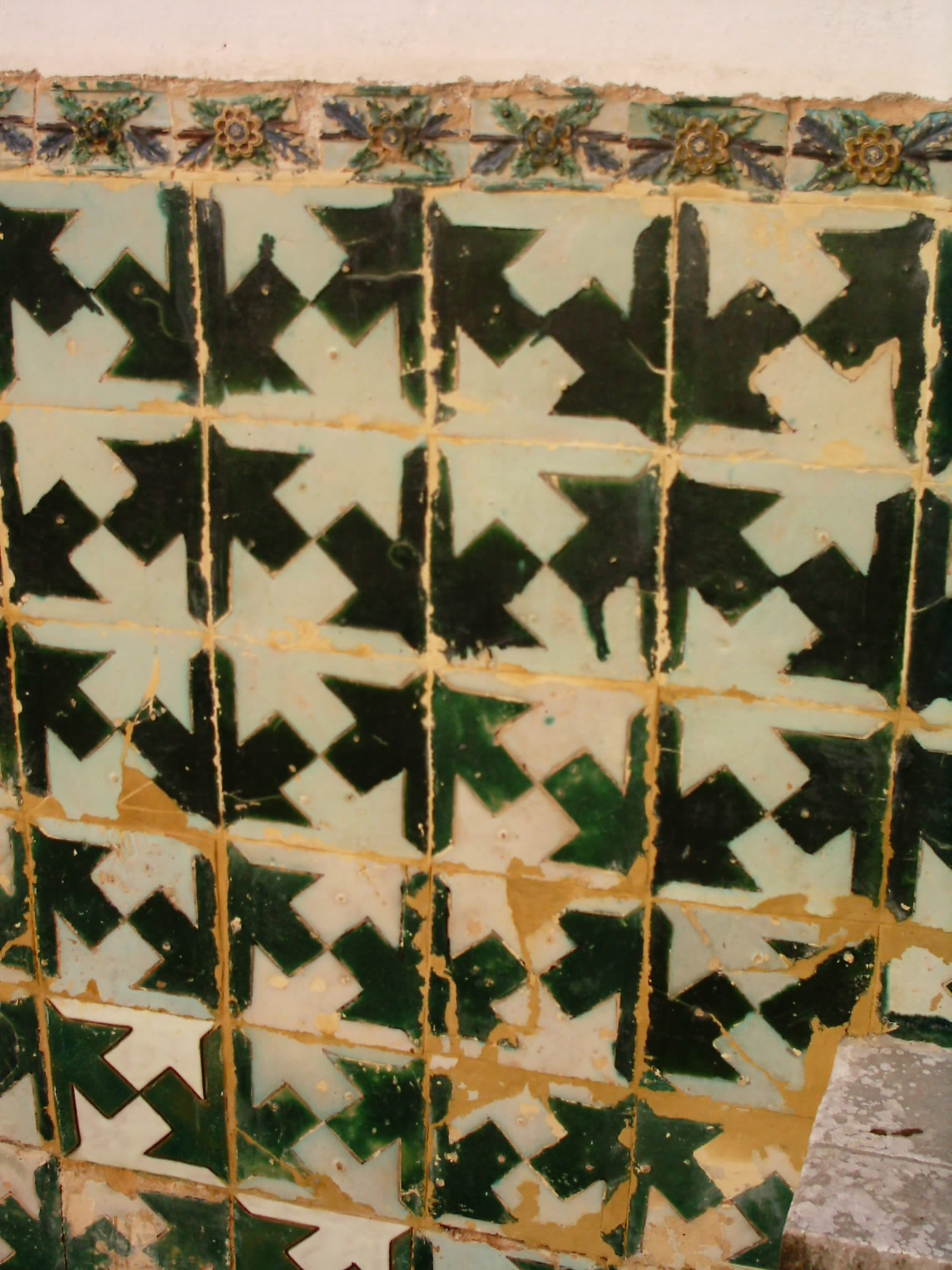
Carreaux hispano-mauresques, vers 1550, palais national de Sintra (Portugal).
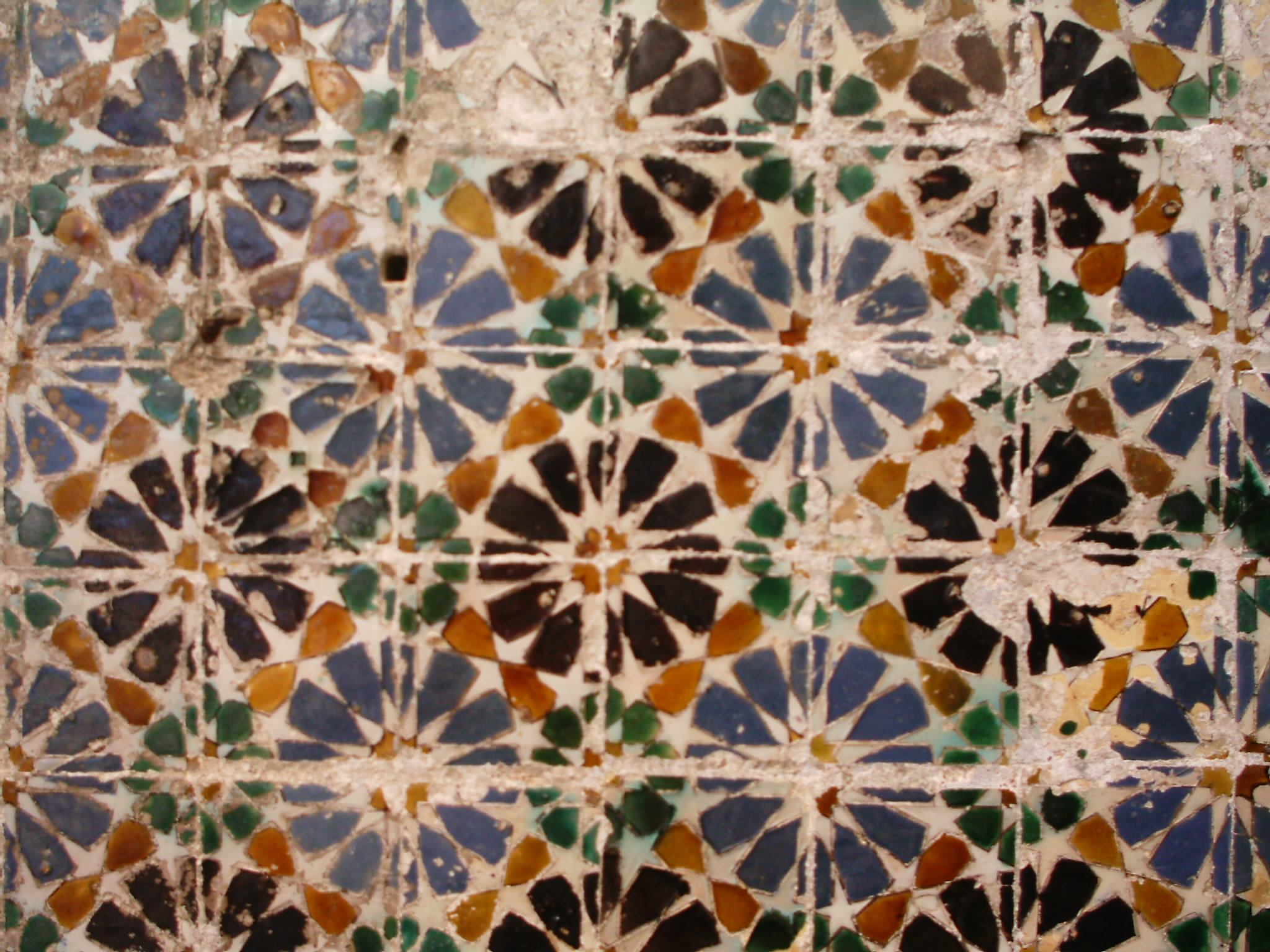
Carreaux hispano-mauresques arista du palais de Sintra.
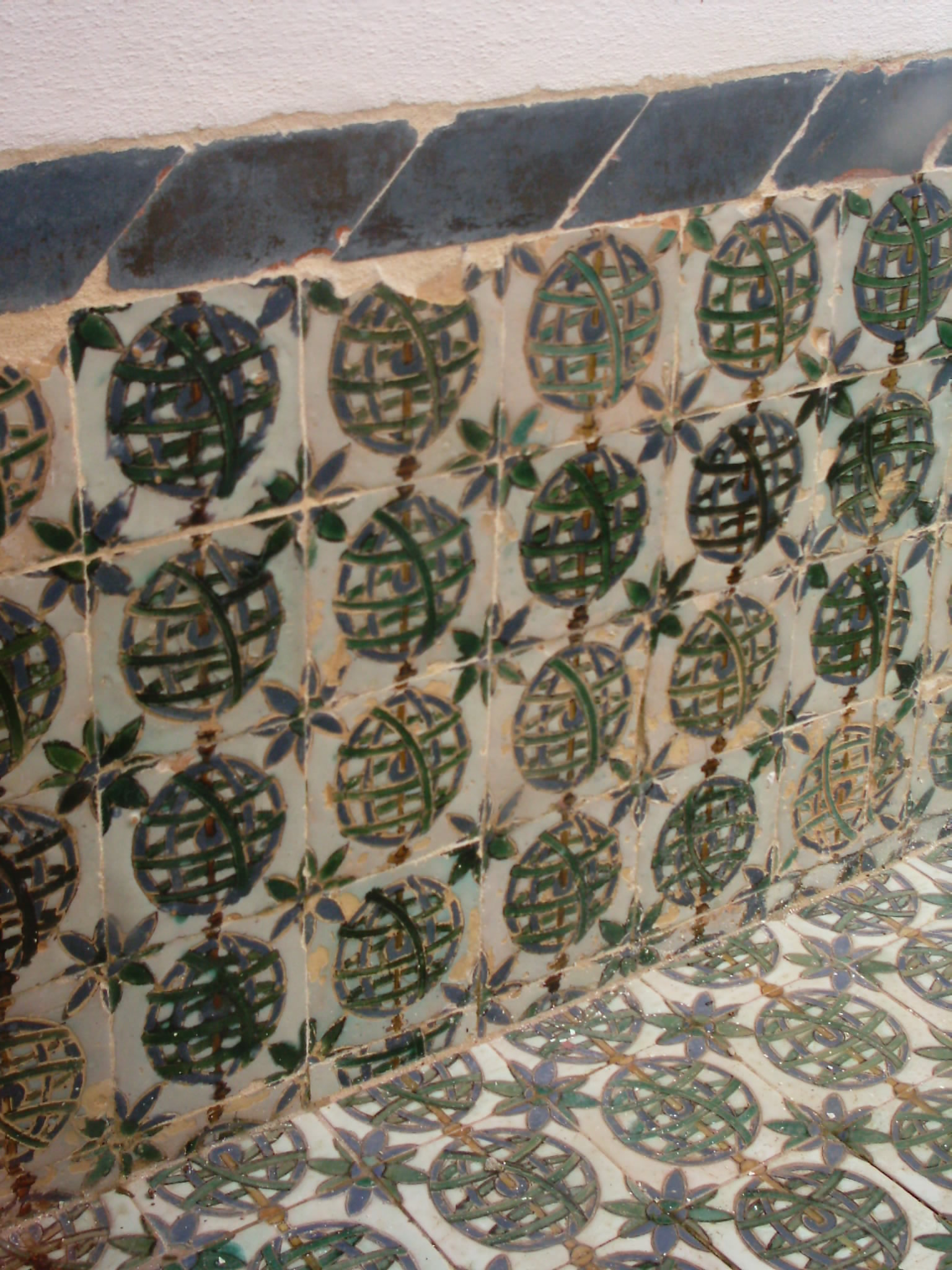
Carreaux hispano-mauresques du palais de Sintra.
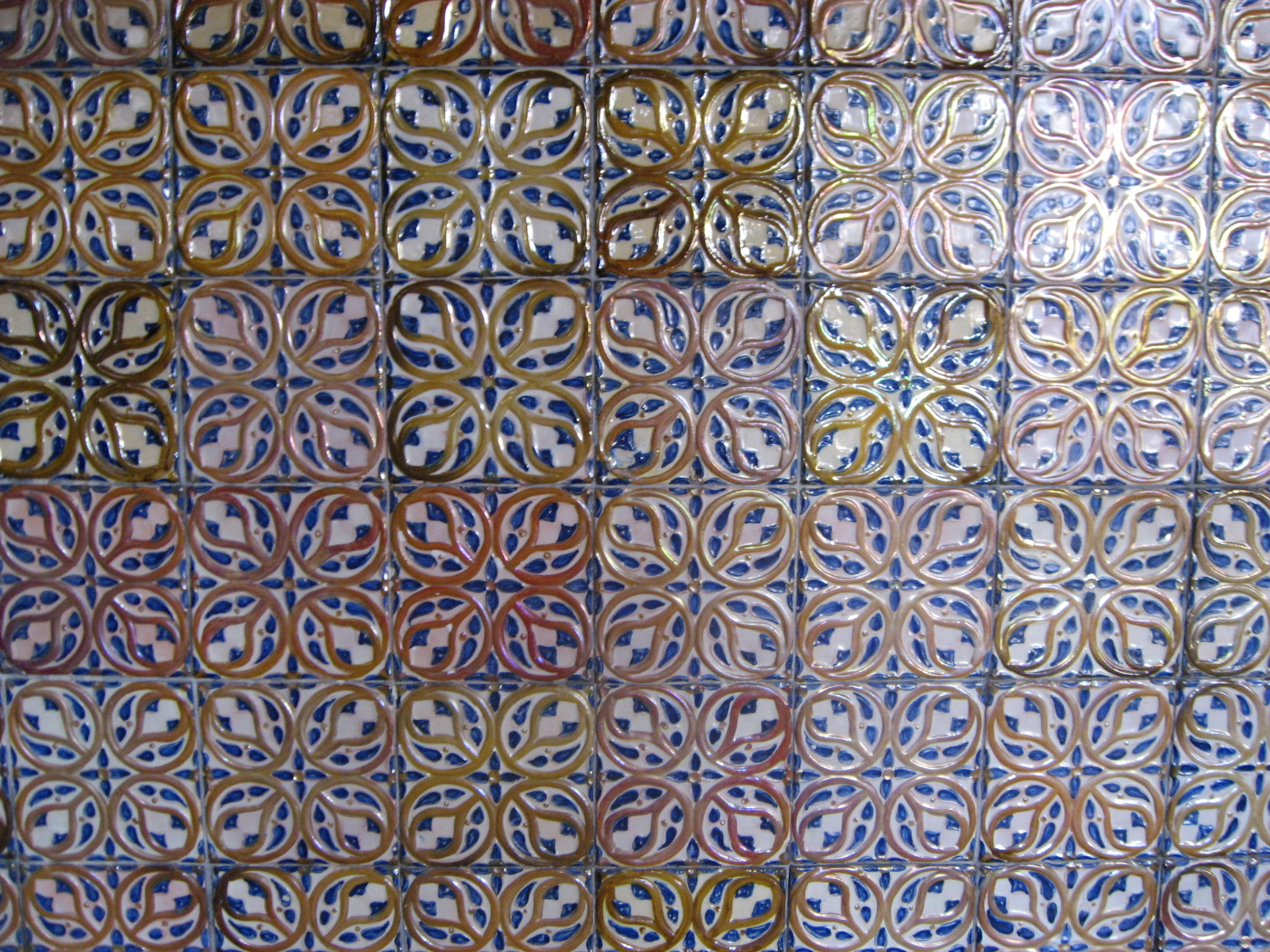
Alcazar de Ségovie (Espagne).

### Azulejos duXVIeauXVIIIesiècle

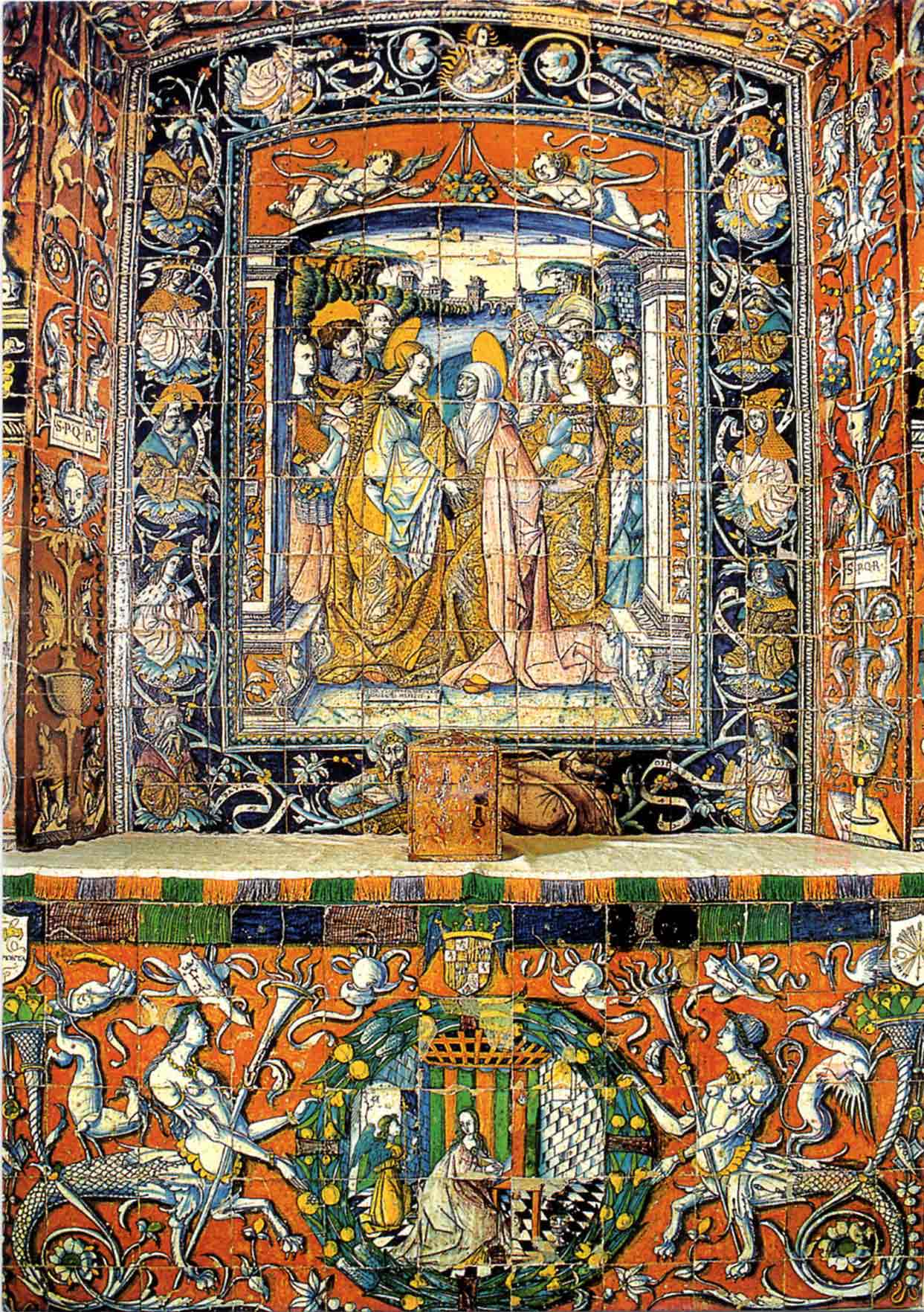
Francisco Niculoso, 1504, alcazar de Séville.
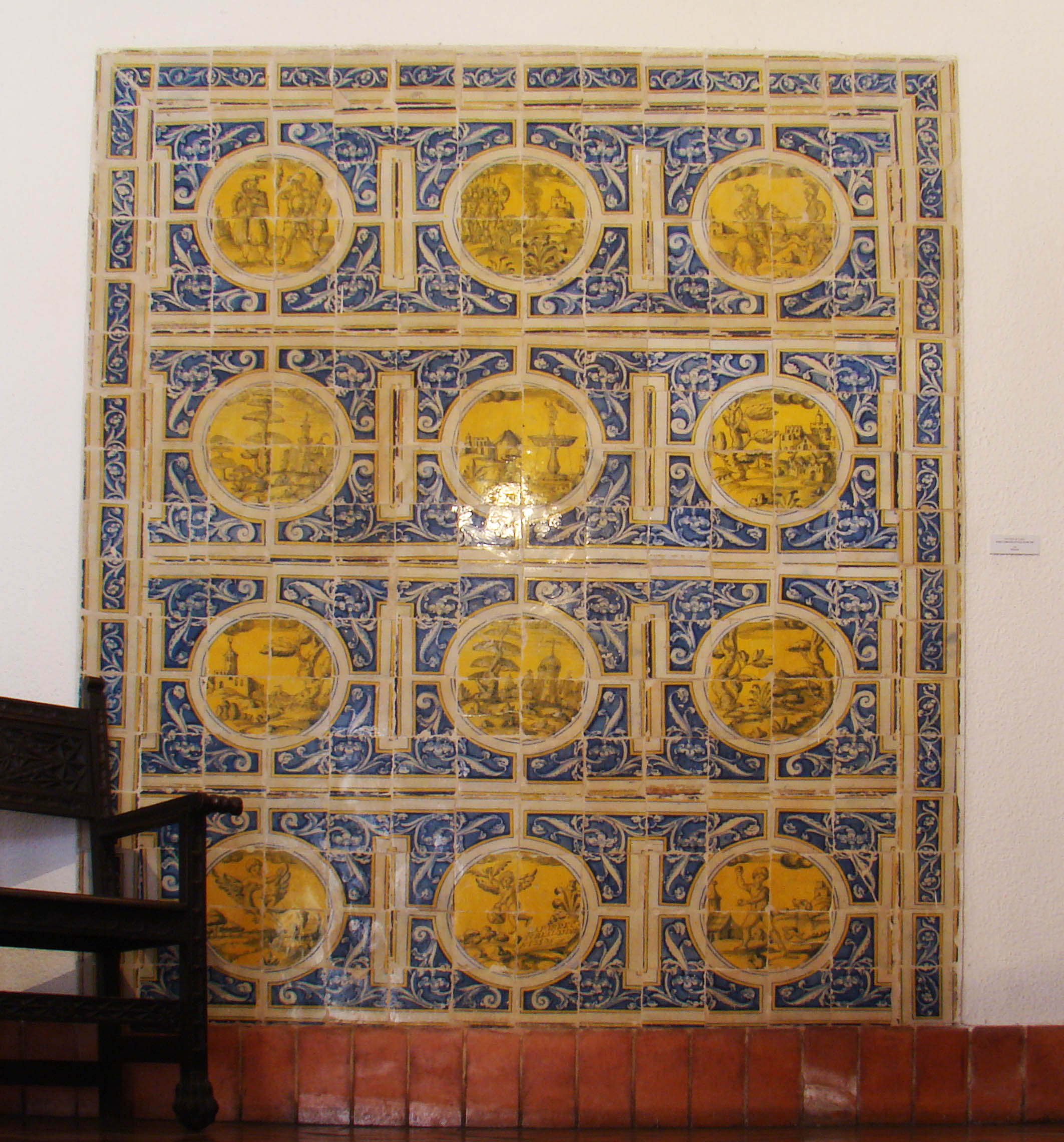
Panneau de Hernando de Loaysa, vers 1590, palais Fabio Nelli, Valladolid (Espagne).
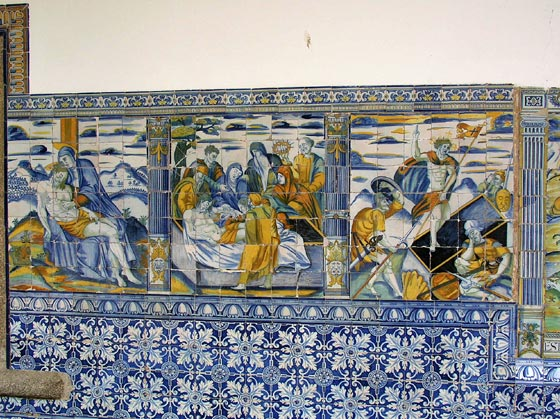
Basilique de Sainte-Marie du Prado à Talavera de la Reina (Espagne).
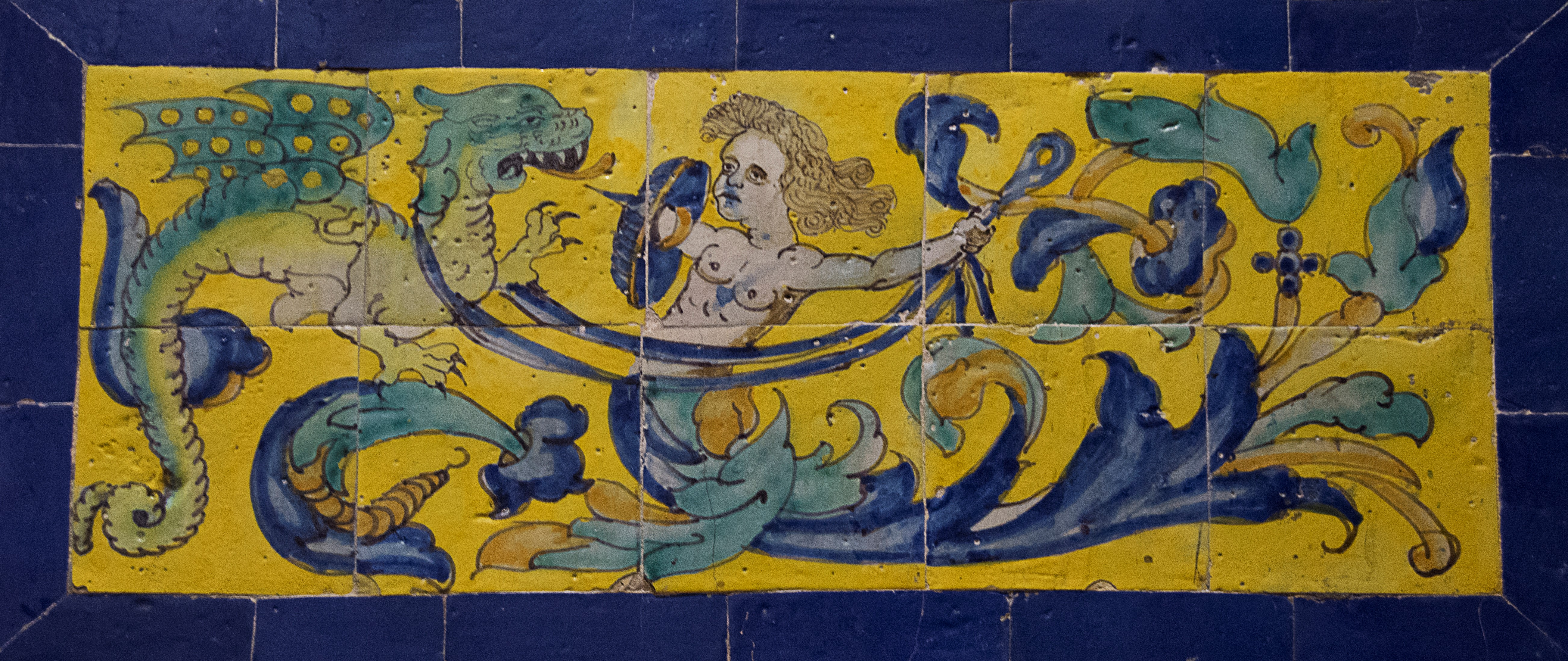
Détail d'une frise d'azulejos de la chapelle du Christ du Sang ou des Maestres. Œuvre d'Hernando de Valladares (1609), Église Saint-Isidore de Séville (Espagne).
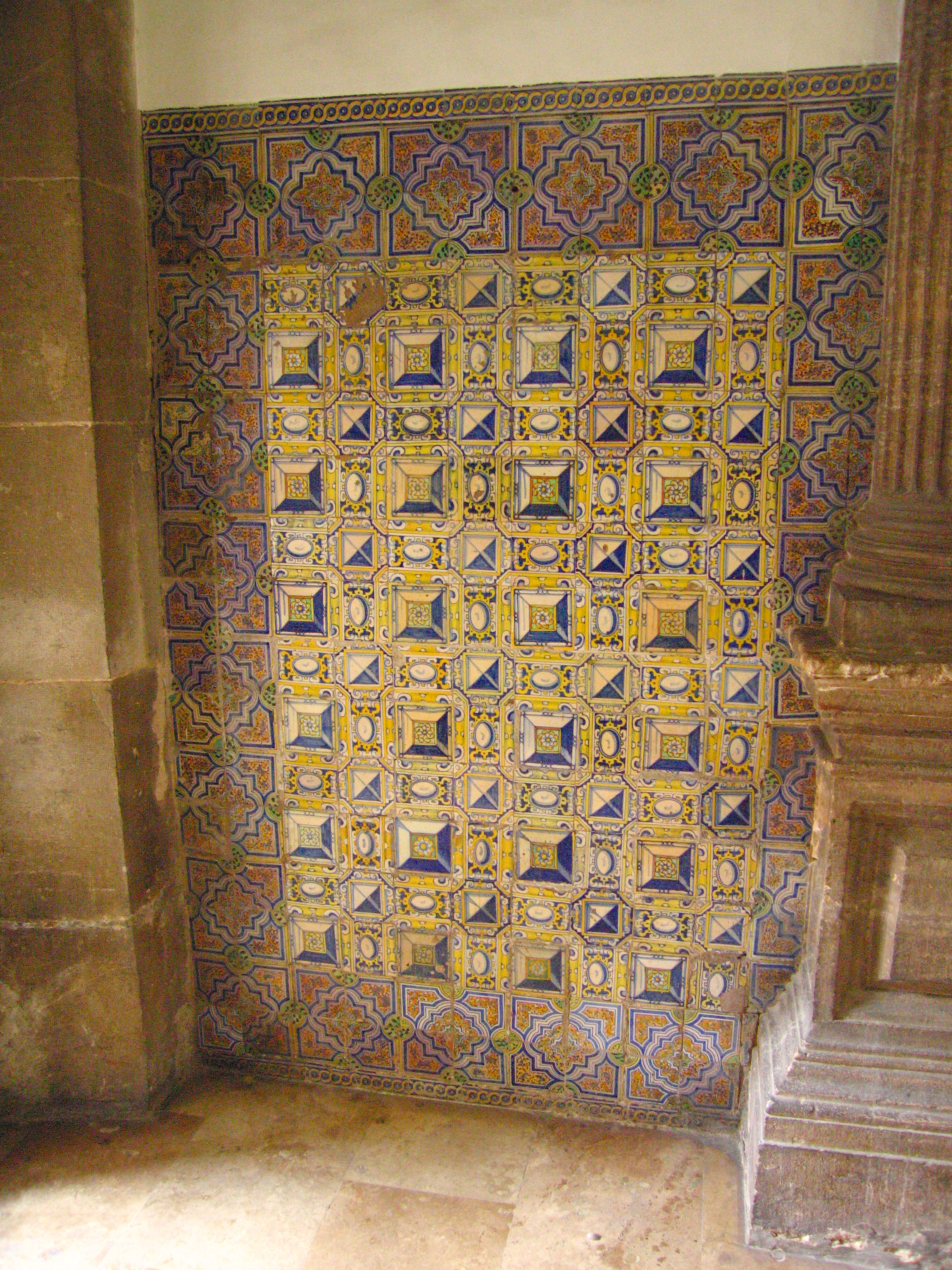
Église du Patriarche, Valence (Espagne).
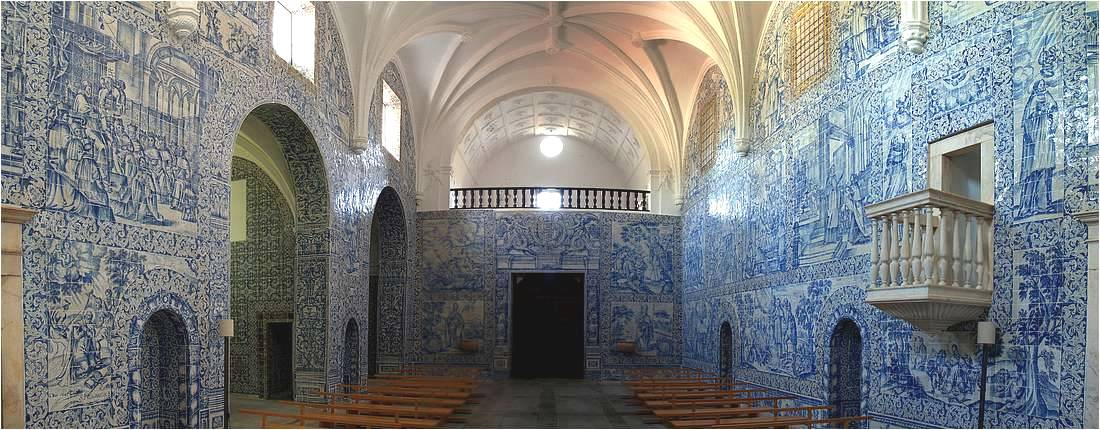
Couvent de Arraiolos, azulejos datés de 1700 de l'atelier de Gabriel del Barc.
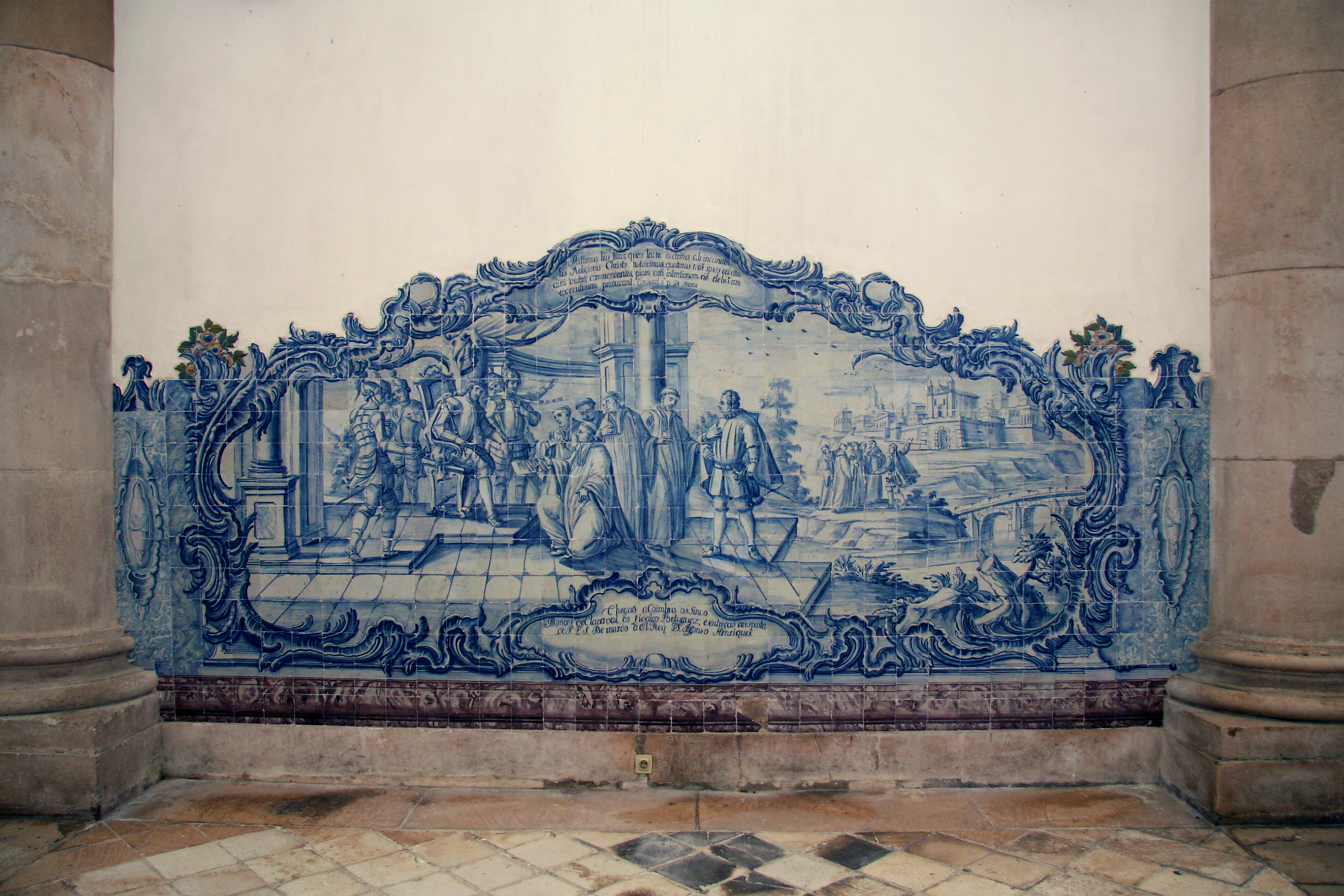
Monastère de Alcobaça (Portugal).
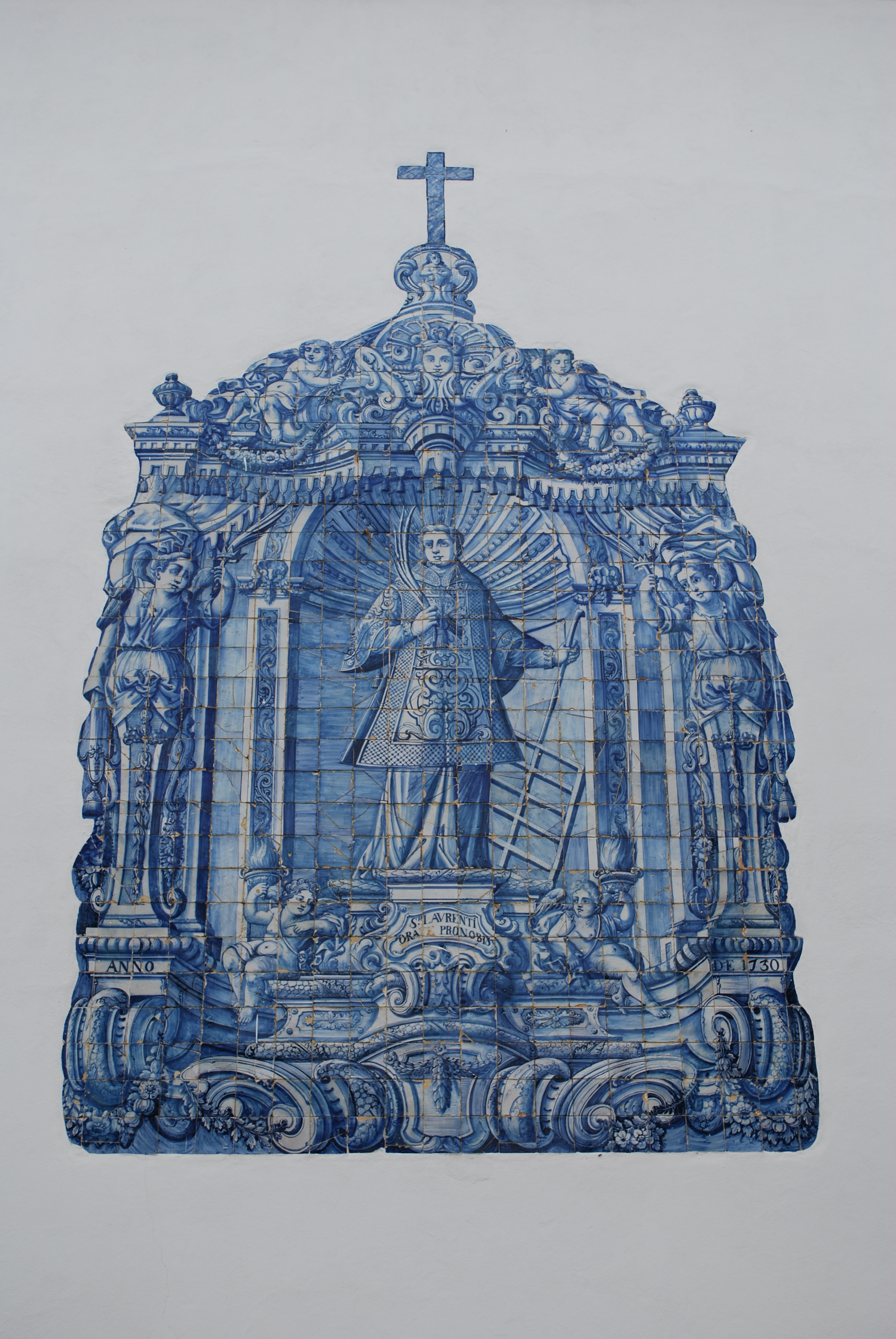
Église Saint-Laurent d'Almancil en Algarve, vers 1730.
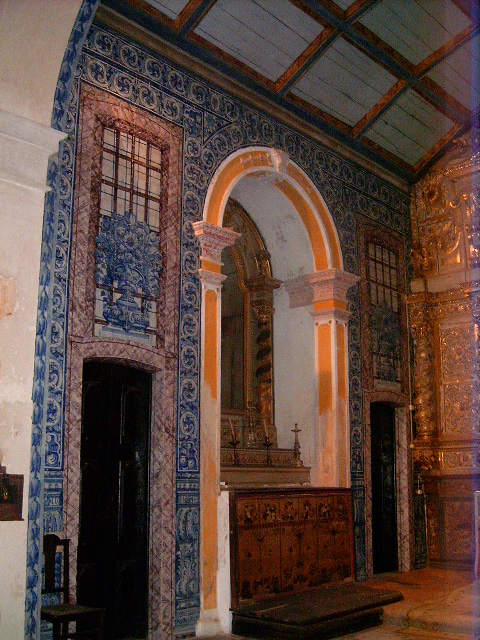
Trompe-l'œil, église de la Miséricorde, Sardoal (Portugal).
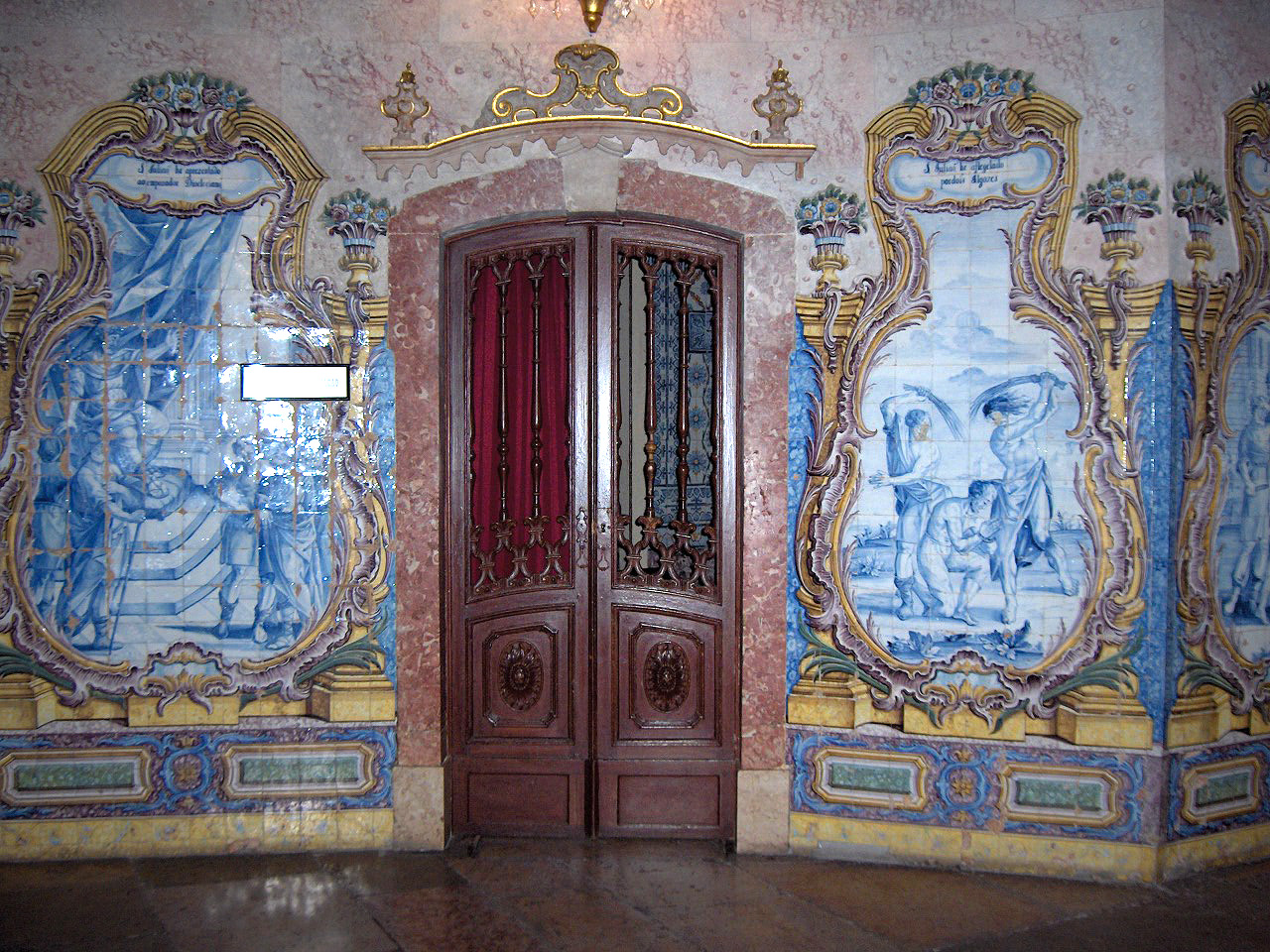
Église Saint-Julien, Setubal (Portugal).
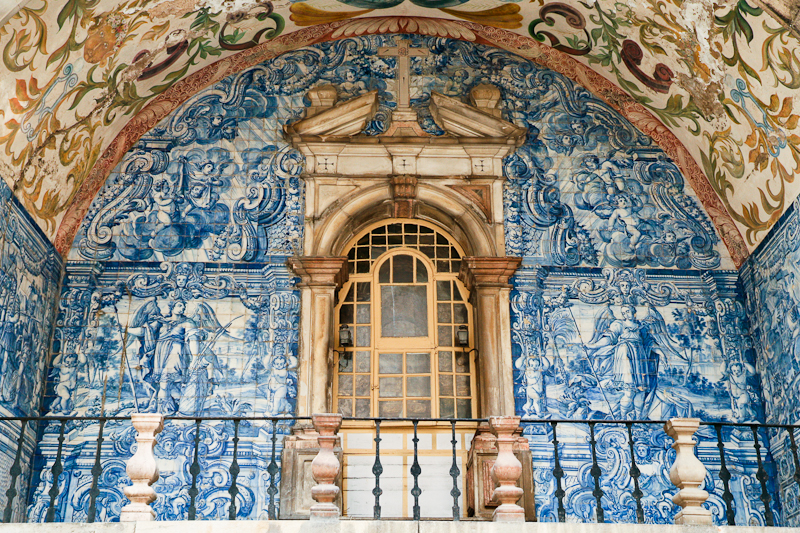
Niche faïencée à Obidos (Portugal).
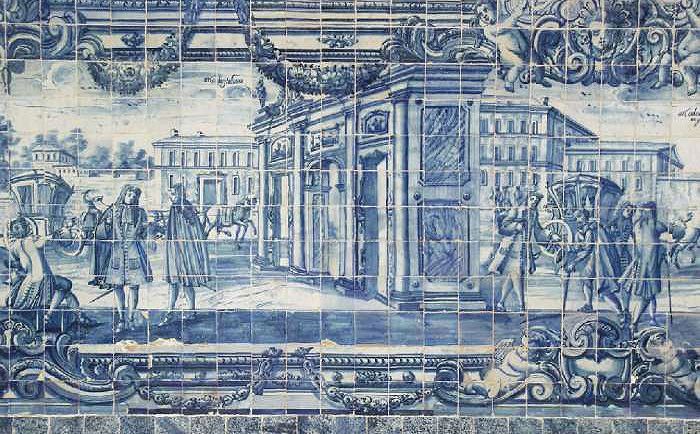
Couvent Saint-François, 1702, Salvador de Bahia (Brésil).
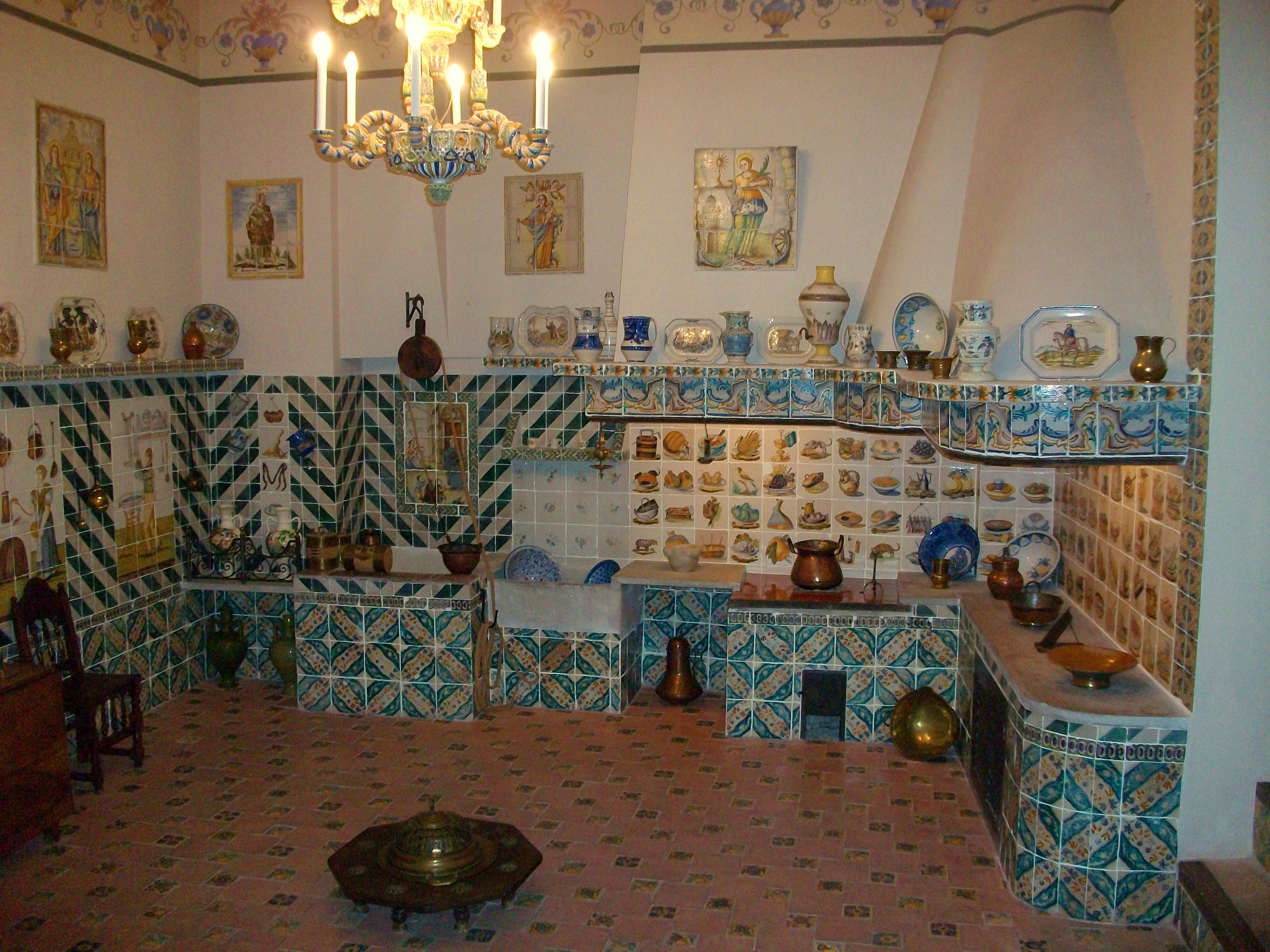
Cuisine valencienne du XVIIIe siècle. Palais des Marquis de Dos Aguas, Valence (Espagne).
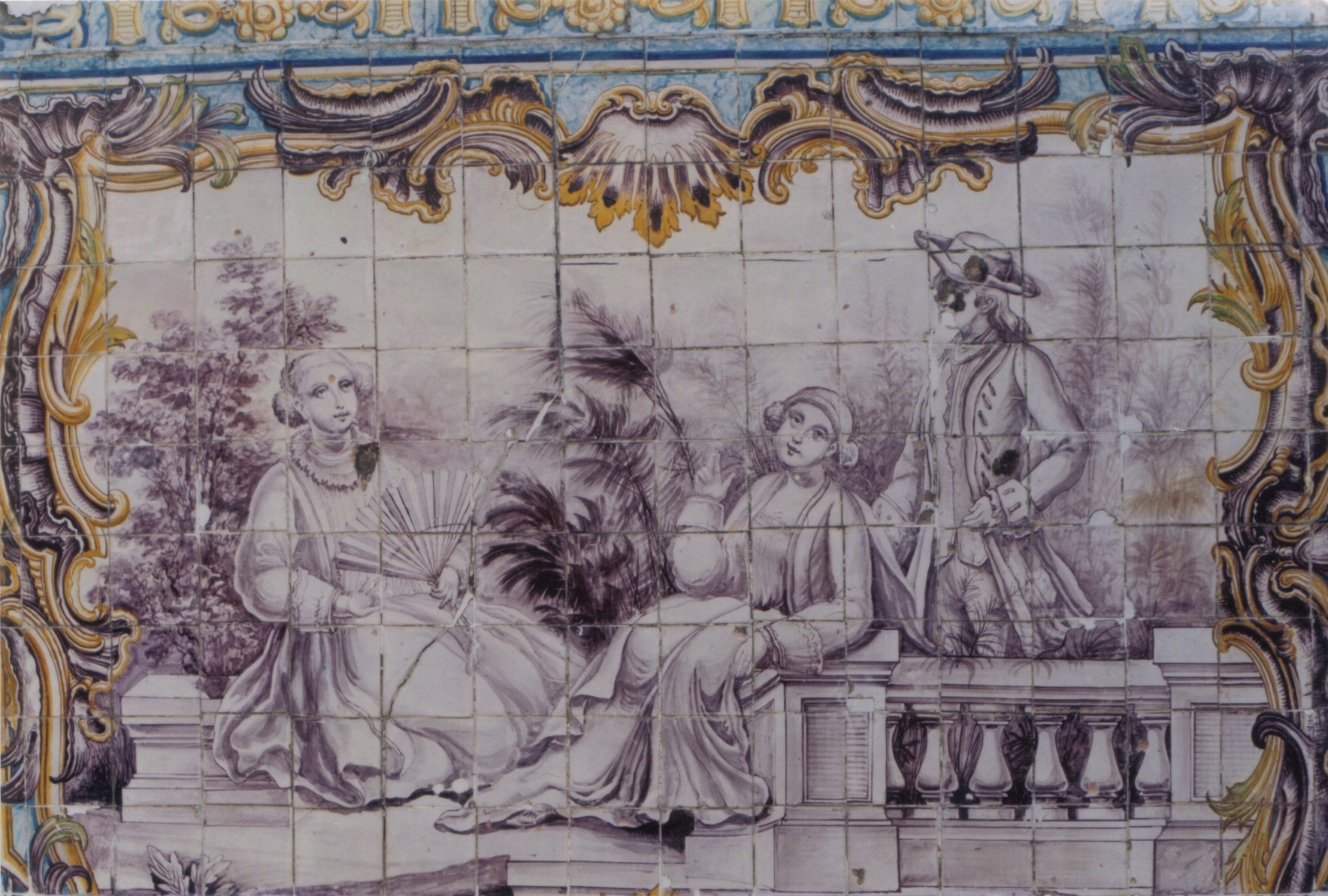
Azulejo de style rocaille, vers 1750, palais royal de Queluz (Portugal).
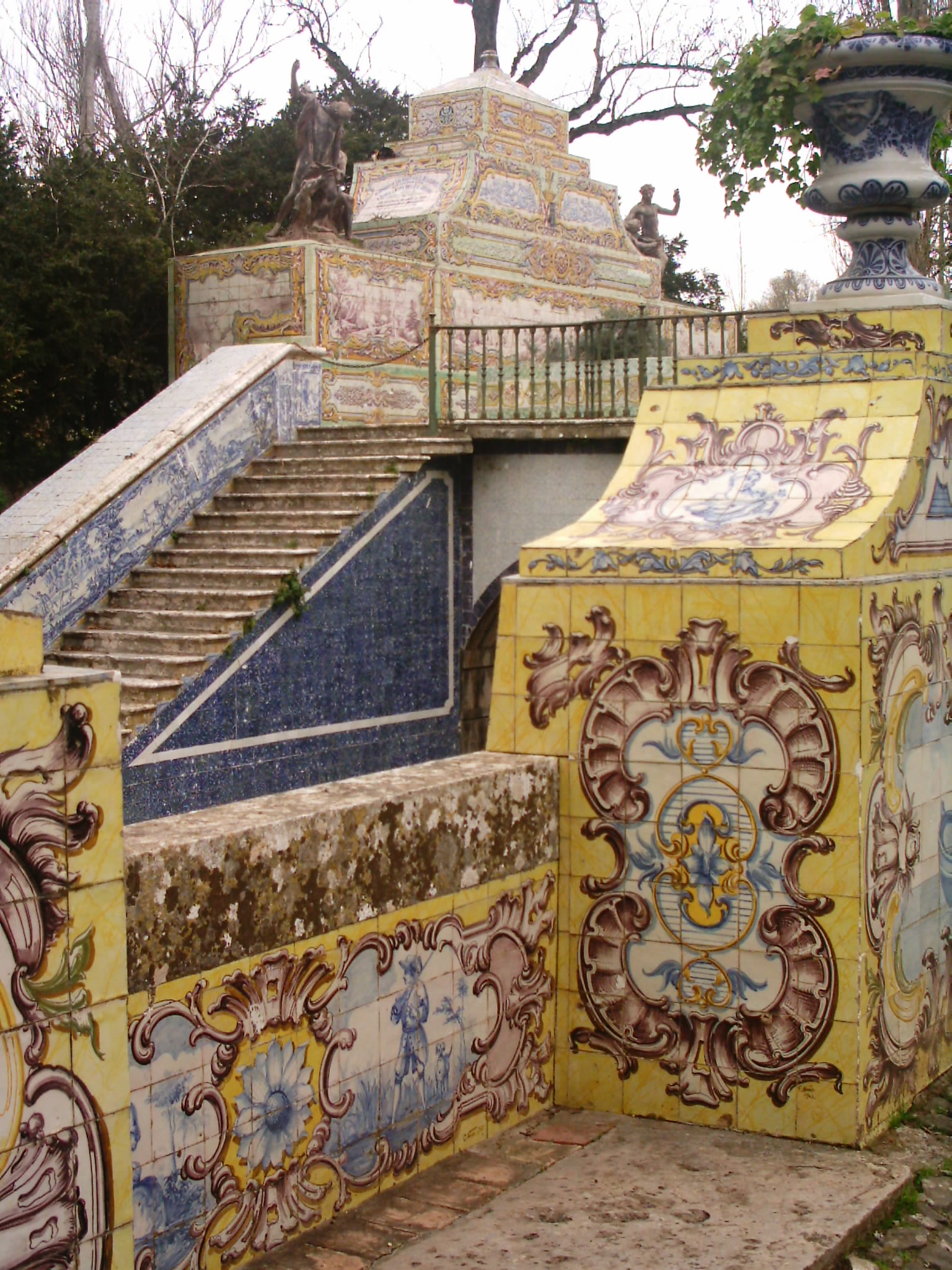
Palais royal de Queluz (Portugal).

### Azulejos duXIXesiècle

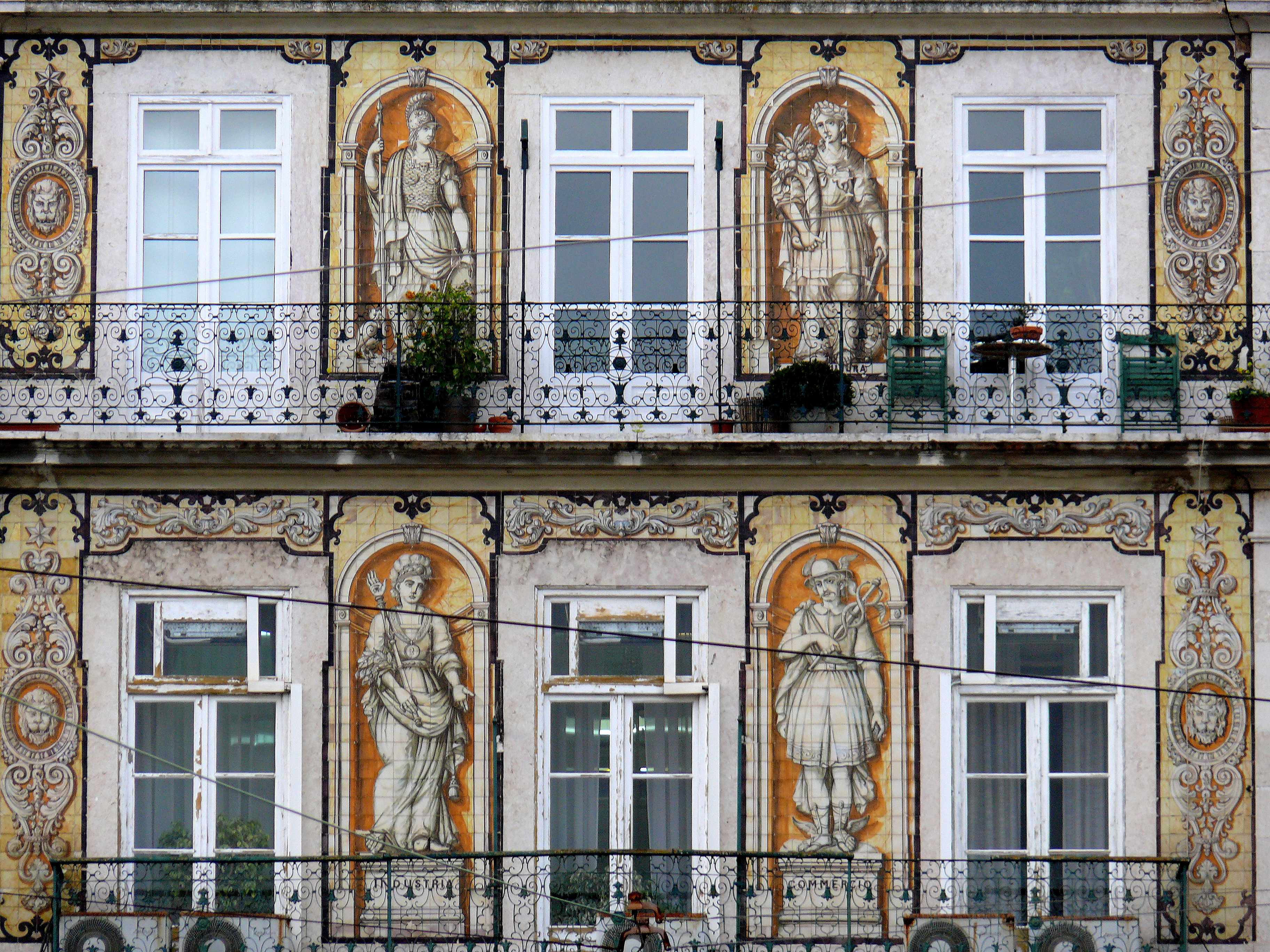
Façade d'une maison à Lisbonne.
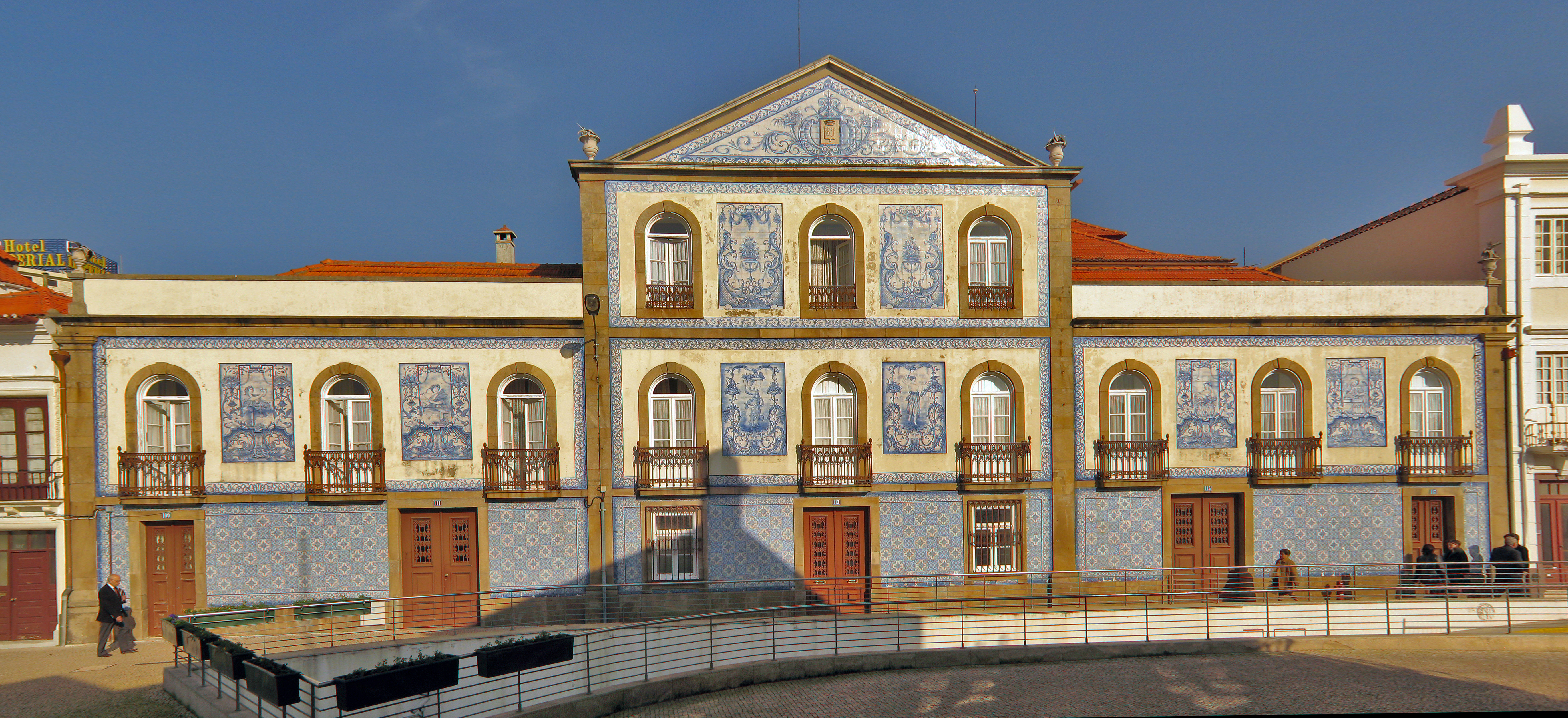
Façade d'une maison à Aveiro (Portugal).
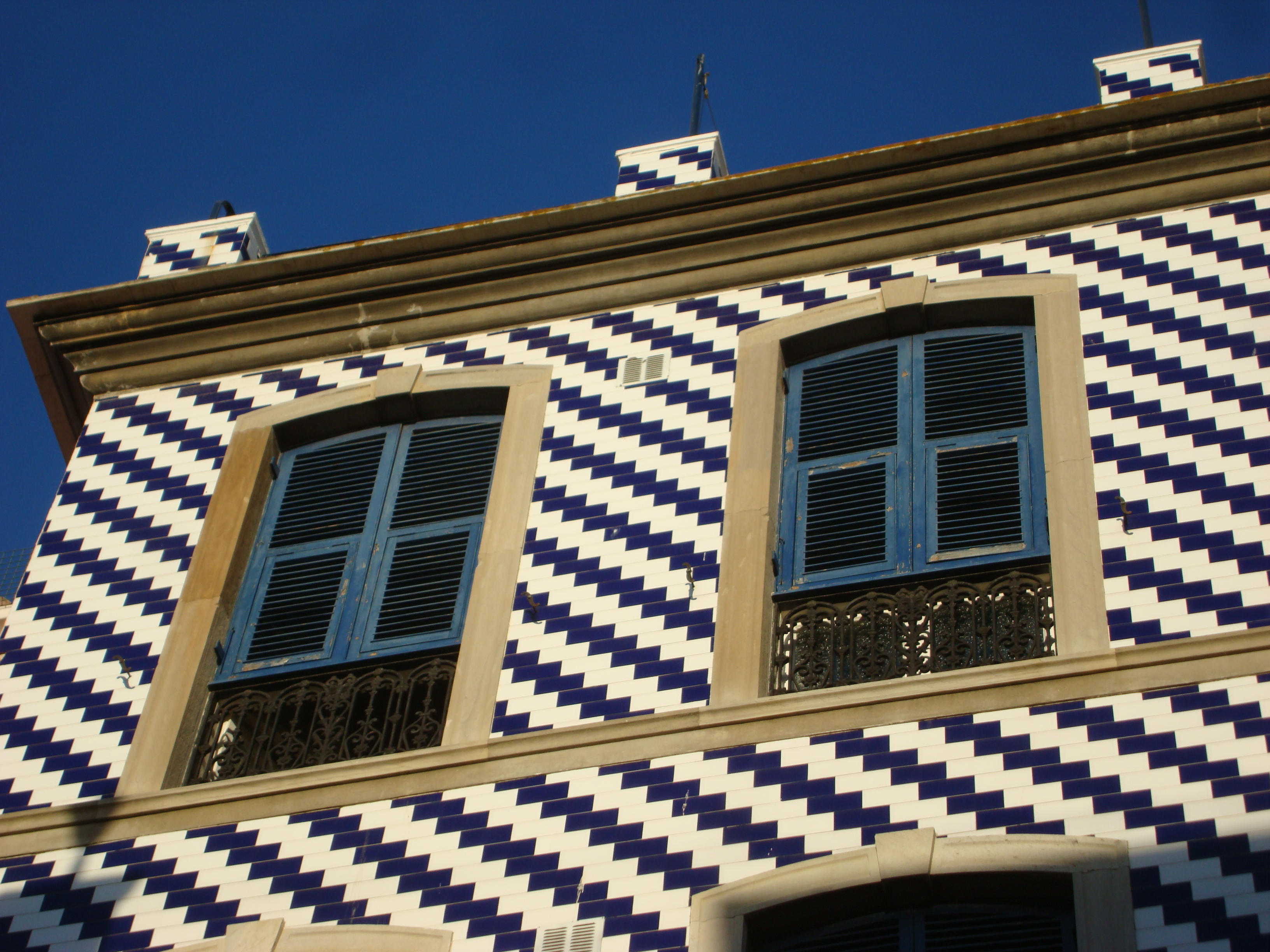
Façade à Gibraltar.
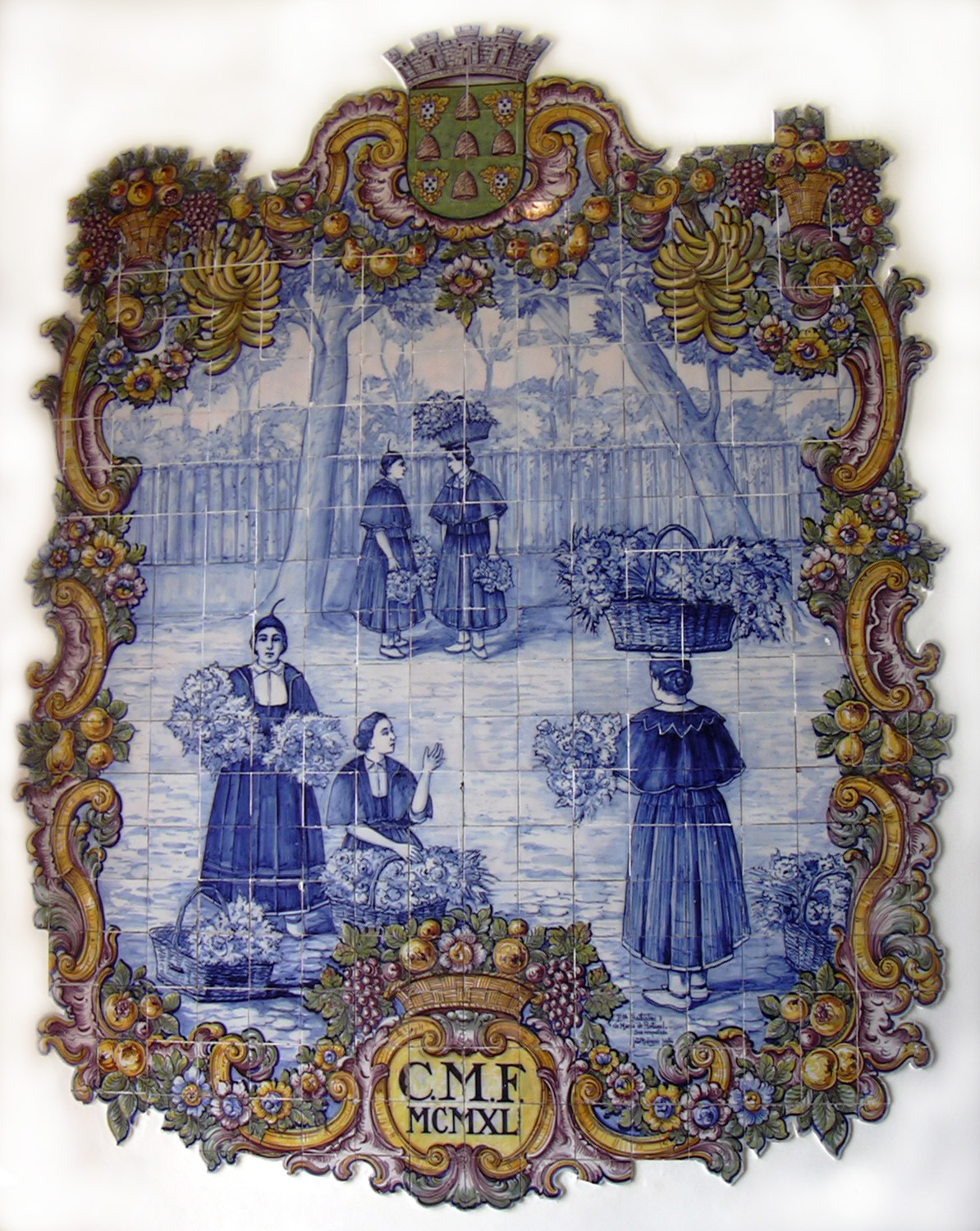
Azulejo à l'entrée du marché central de Funchal (île de Madère).
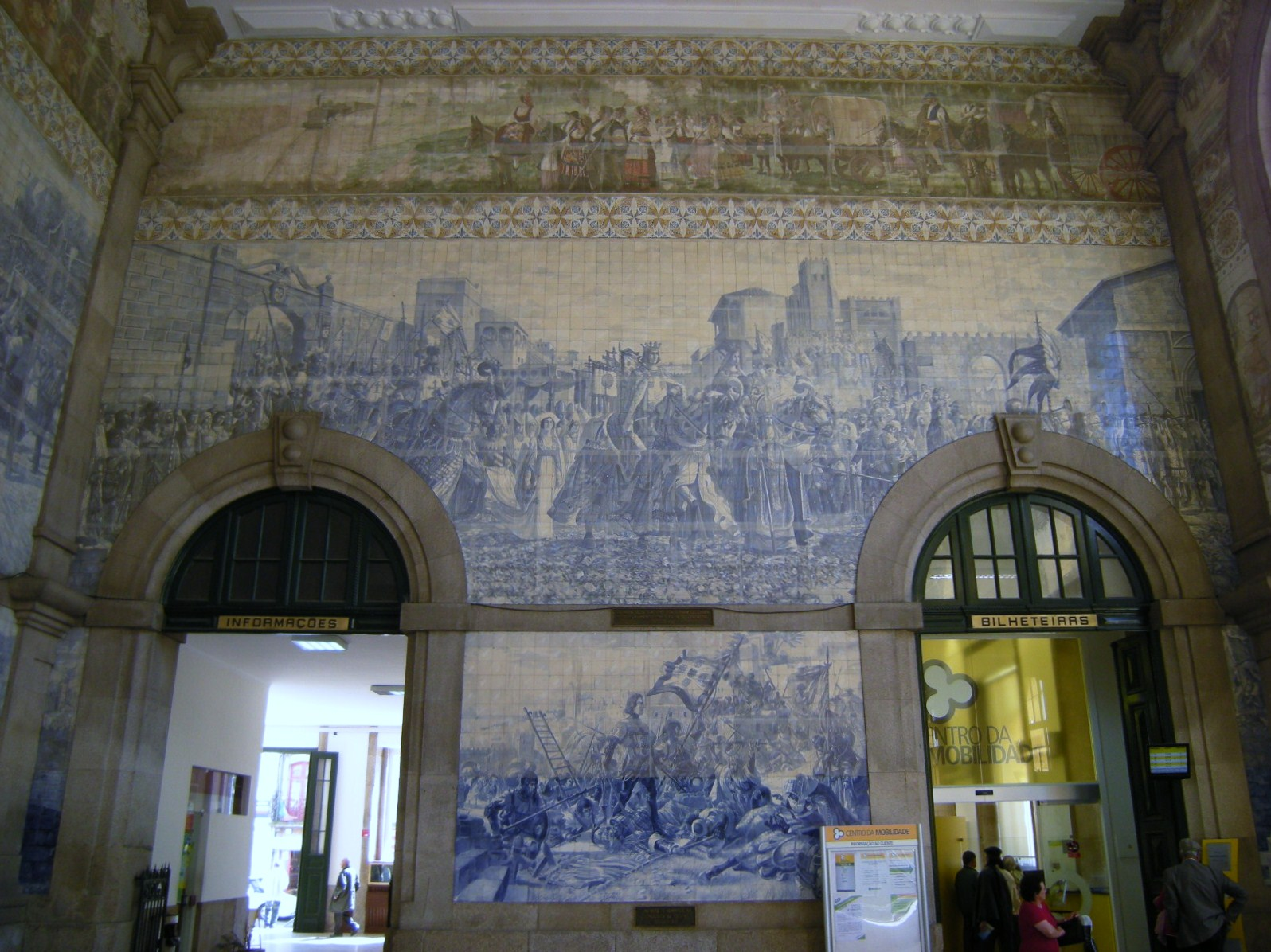
Intérieur de la gare de Porto (Portugal).
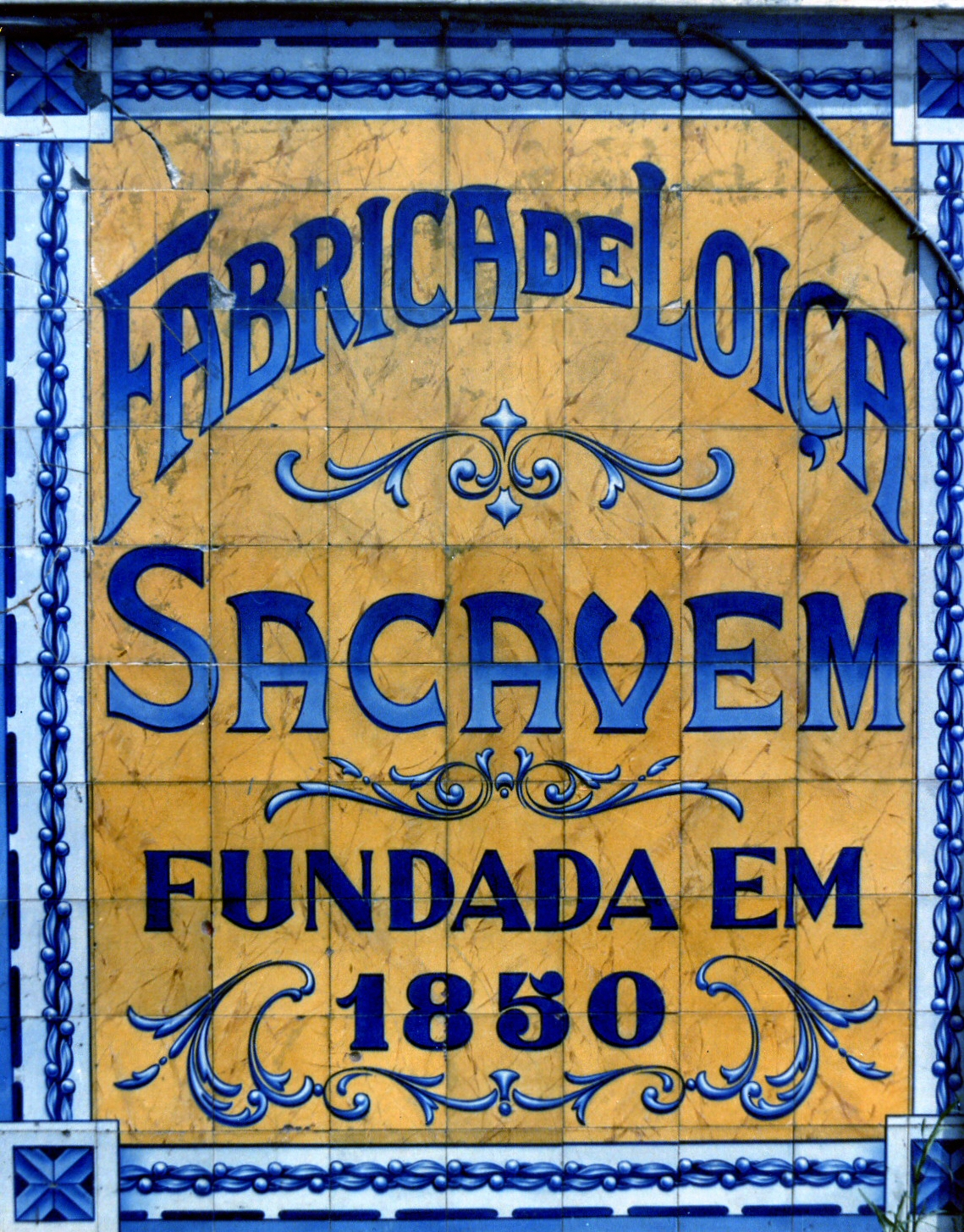
Enseigne de la fabrique de faïences de Sacavém (Portugal).
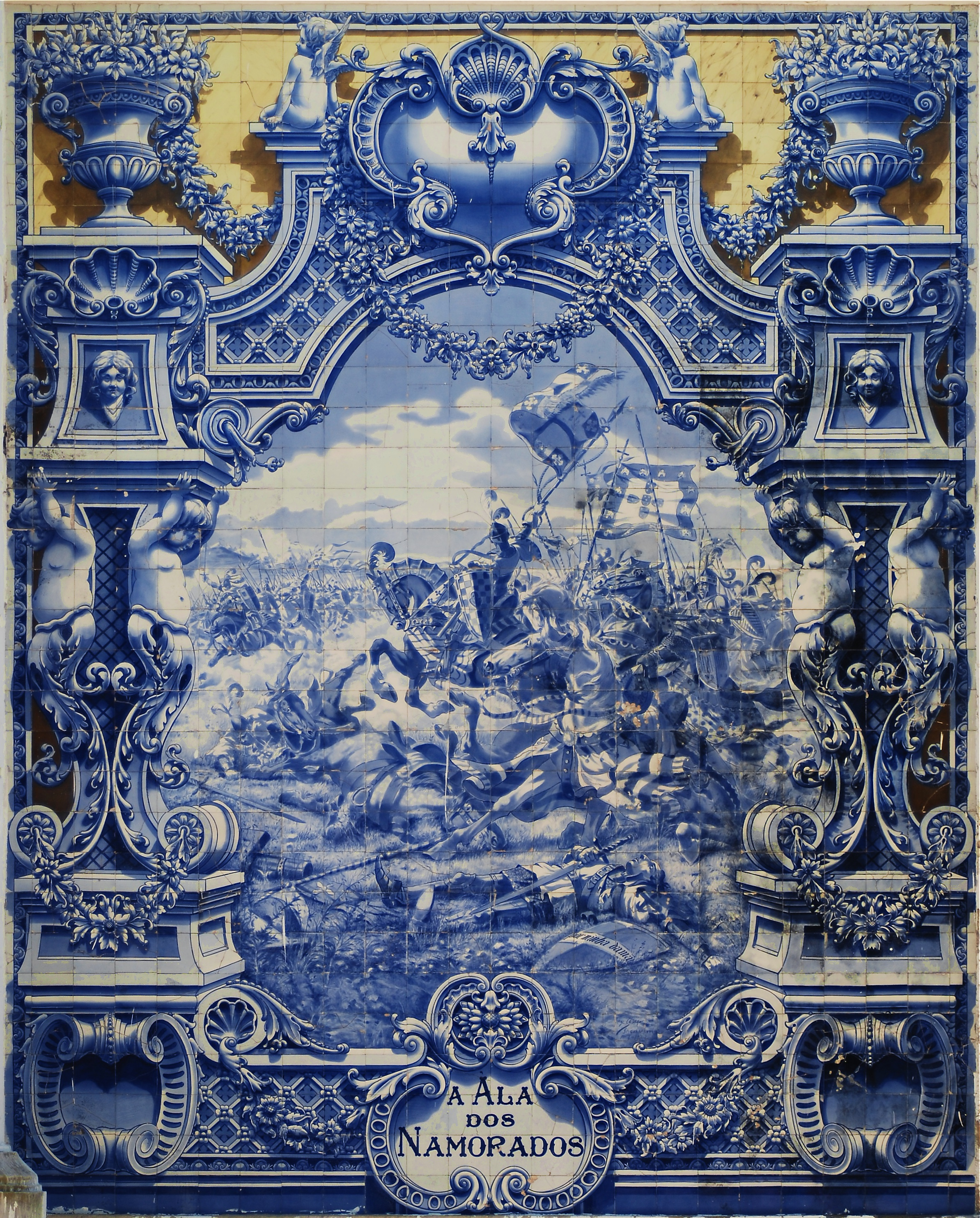
Bataille d'Aljubarrota (1385) entre les Portugais et l'armée castillane. Pavillon Carlos Lopes (Lisbonne).
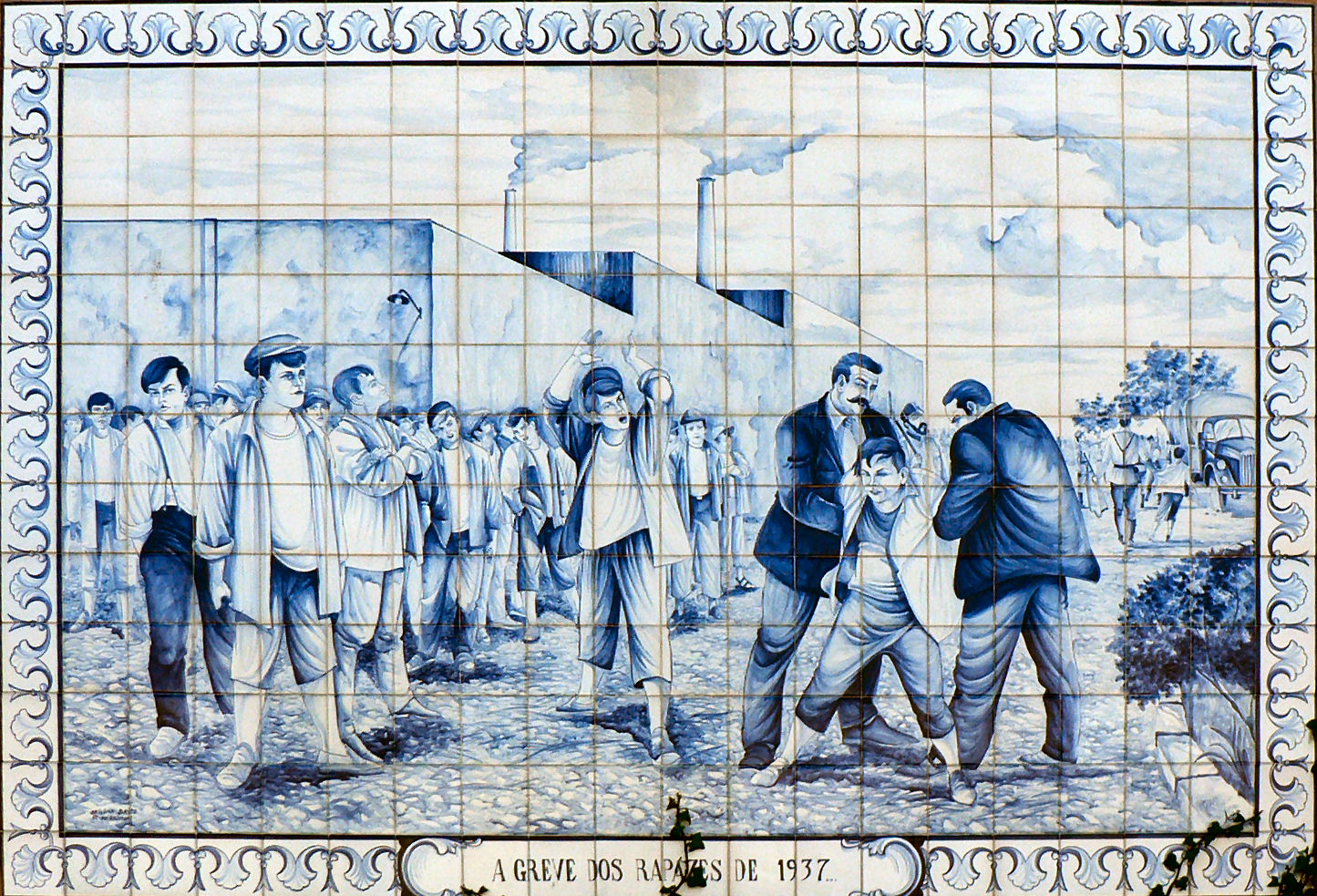
Panneau commémoratif de la grève de 1937 (Sacavém).

### Azulejos duXXesiècle

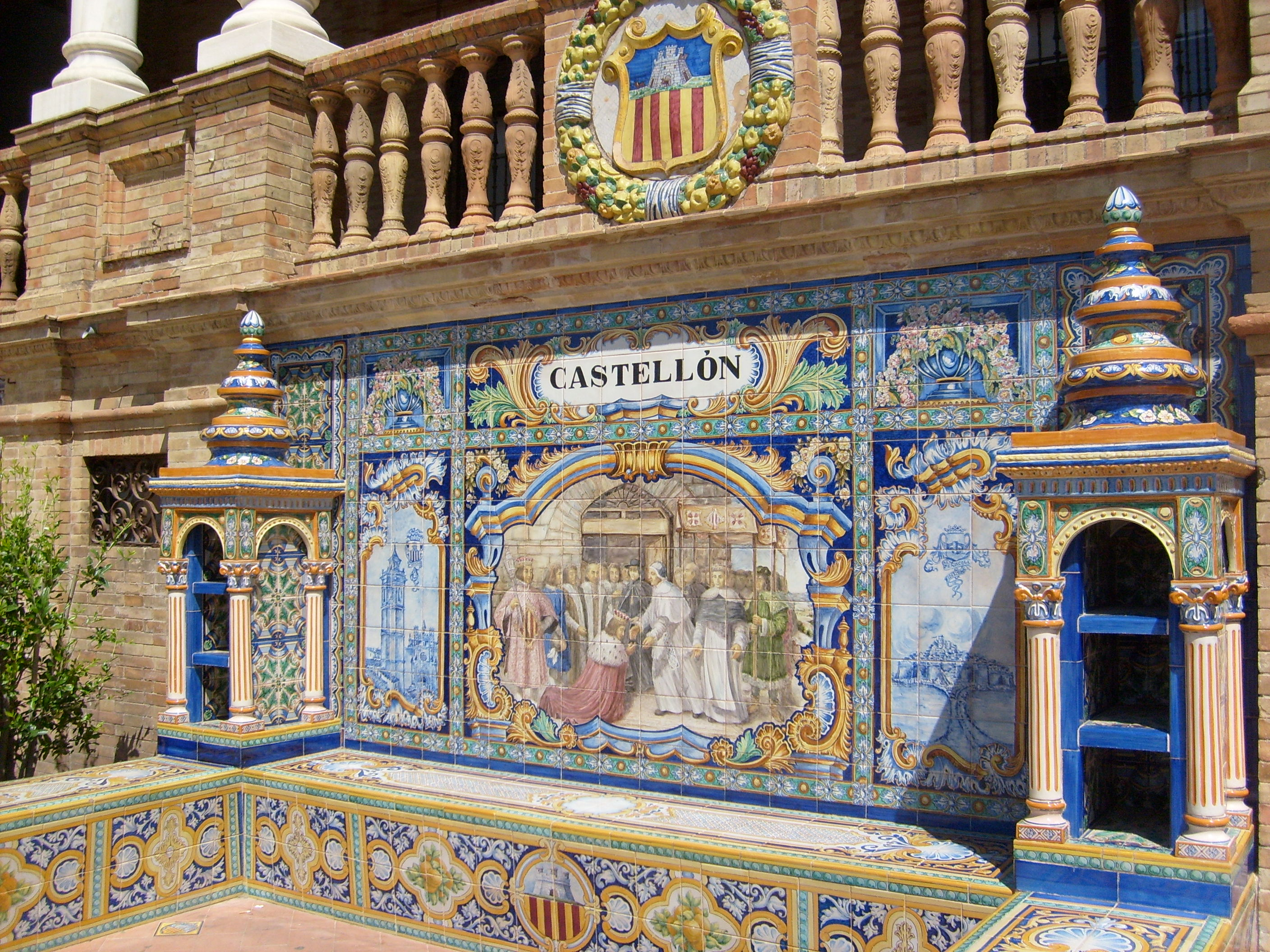
Détail de la place d'Espagne, Séville, 1929.
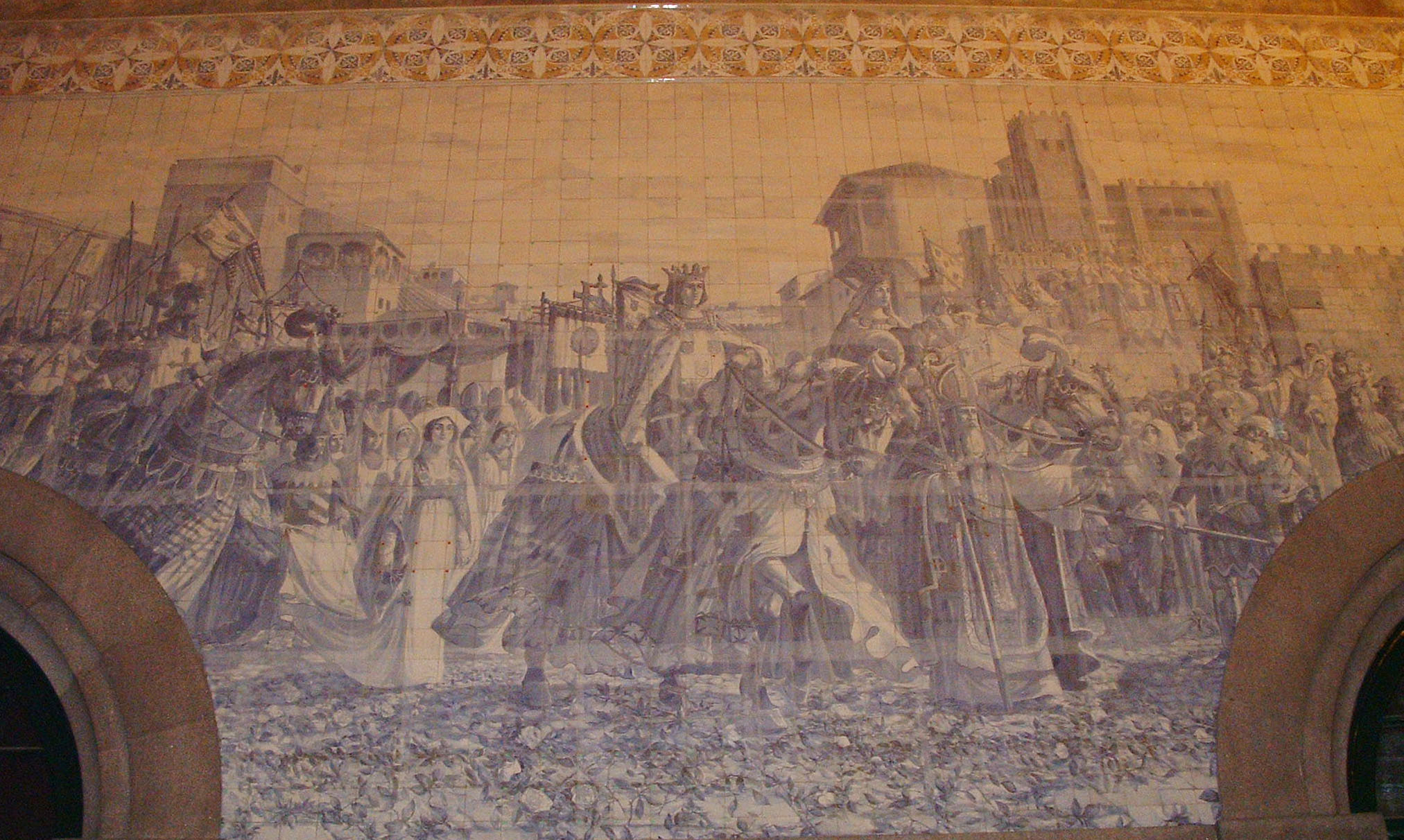
Entrée de Jean Ier à Porto, gare de São Bento (Porto).
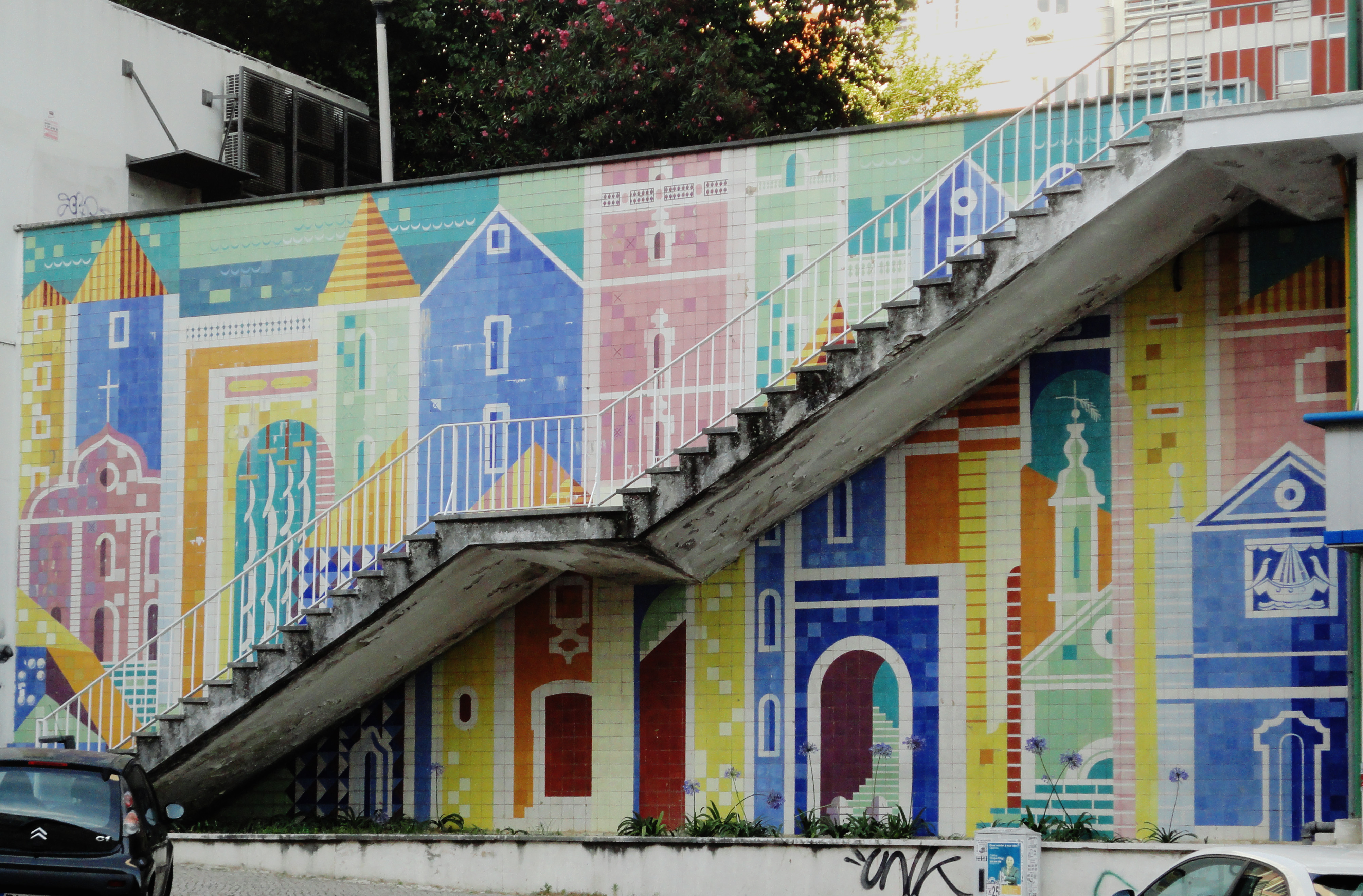
Azulejos de Carlos Botelho, avenue Infante Santo, Lisbonne, 1956-1957.
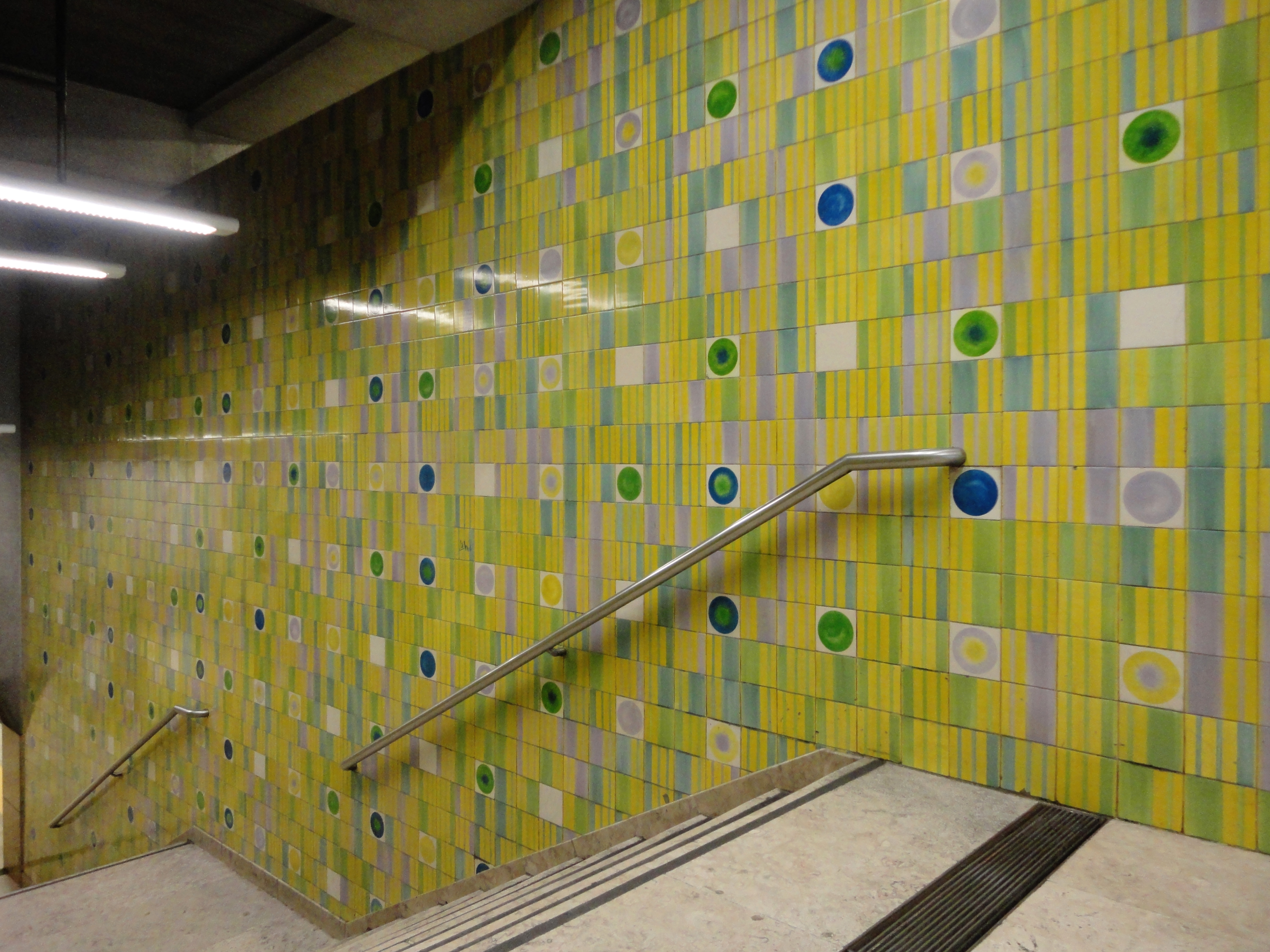
Azulejos de Maria Keil, station de métro Martim Moniz, Lisbonne, 1971.
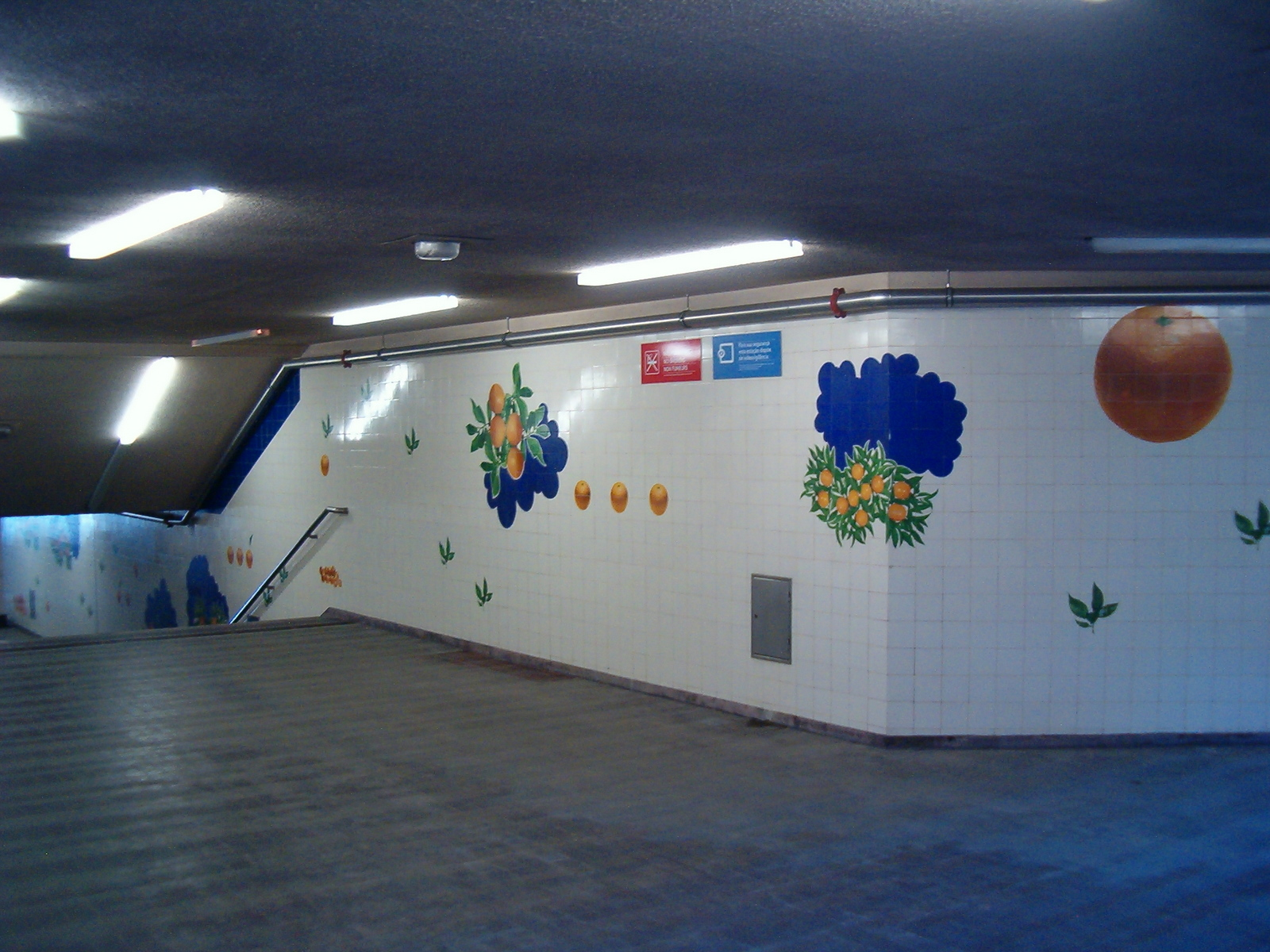
Azulejos de Sá Nogueira, station Laranjeiras, Lisbonne.
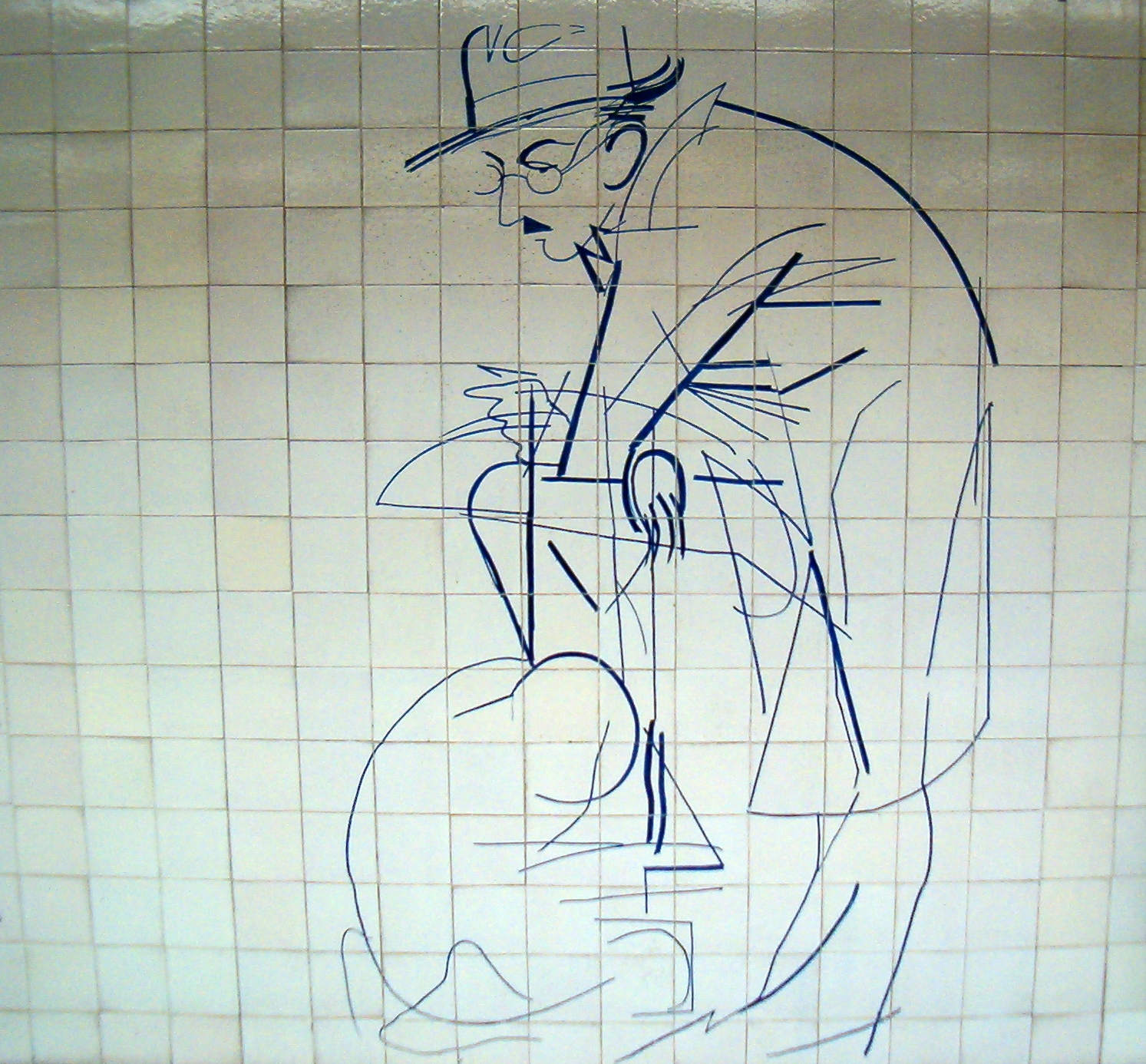
Azulejos de Júlio Pomar, station Alto dos Moínhos, Lisbonne, 1989.
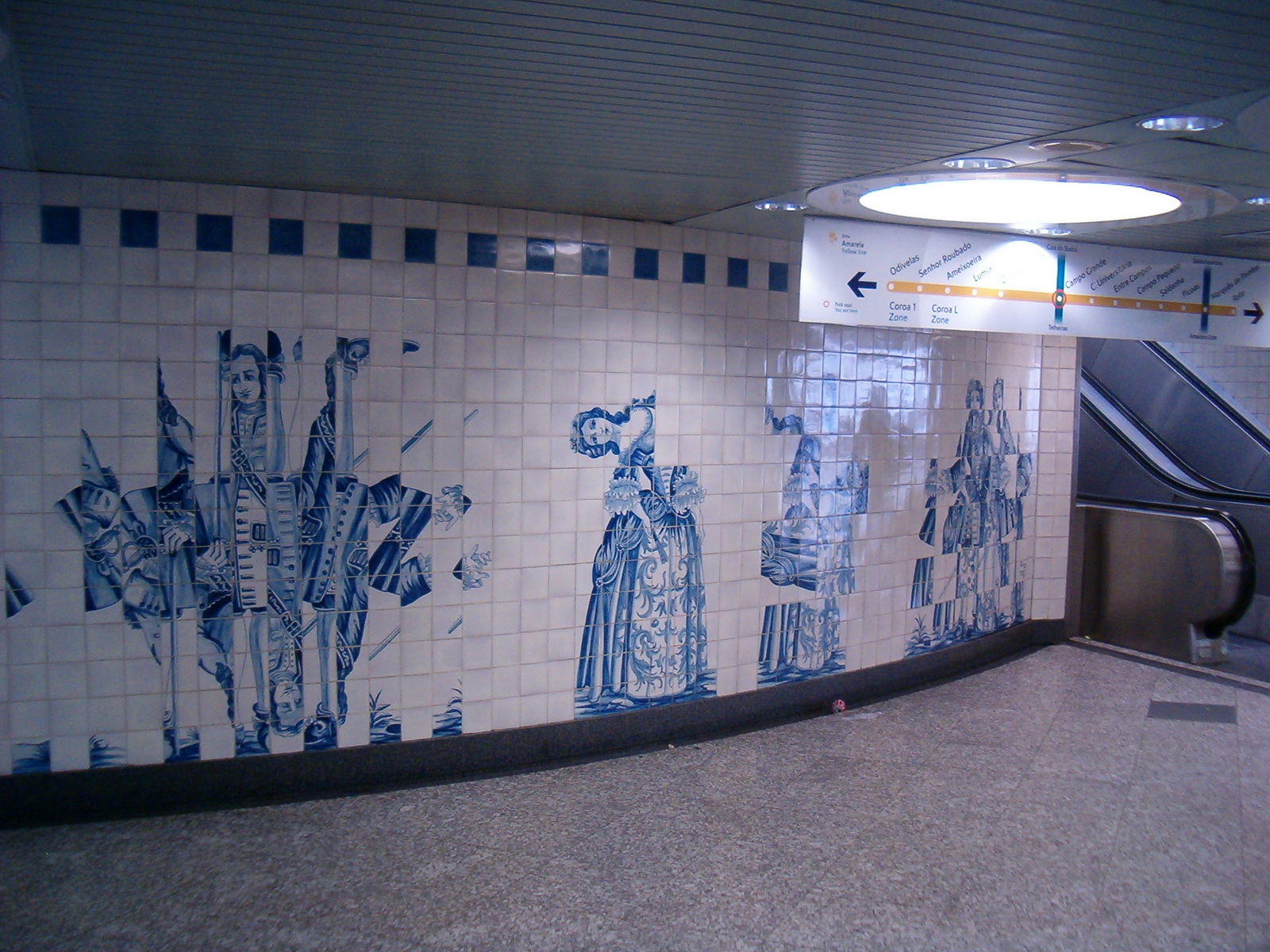
Azulejos de Eduardo Nery, station Campo Grande, Lisbonne, 1987-1991.
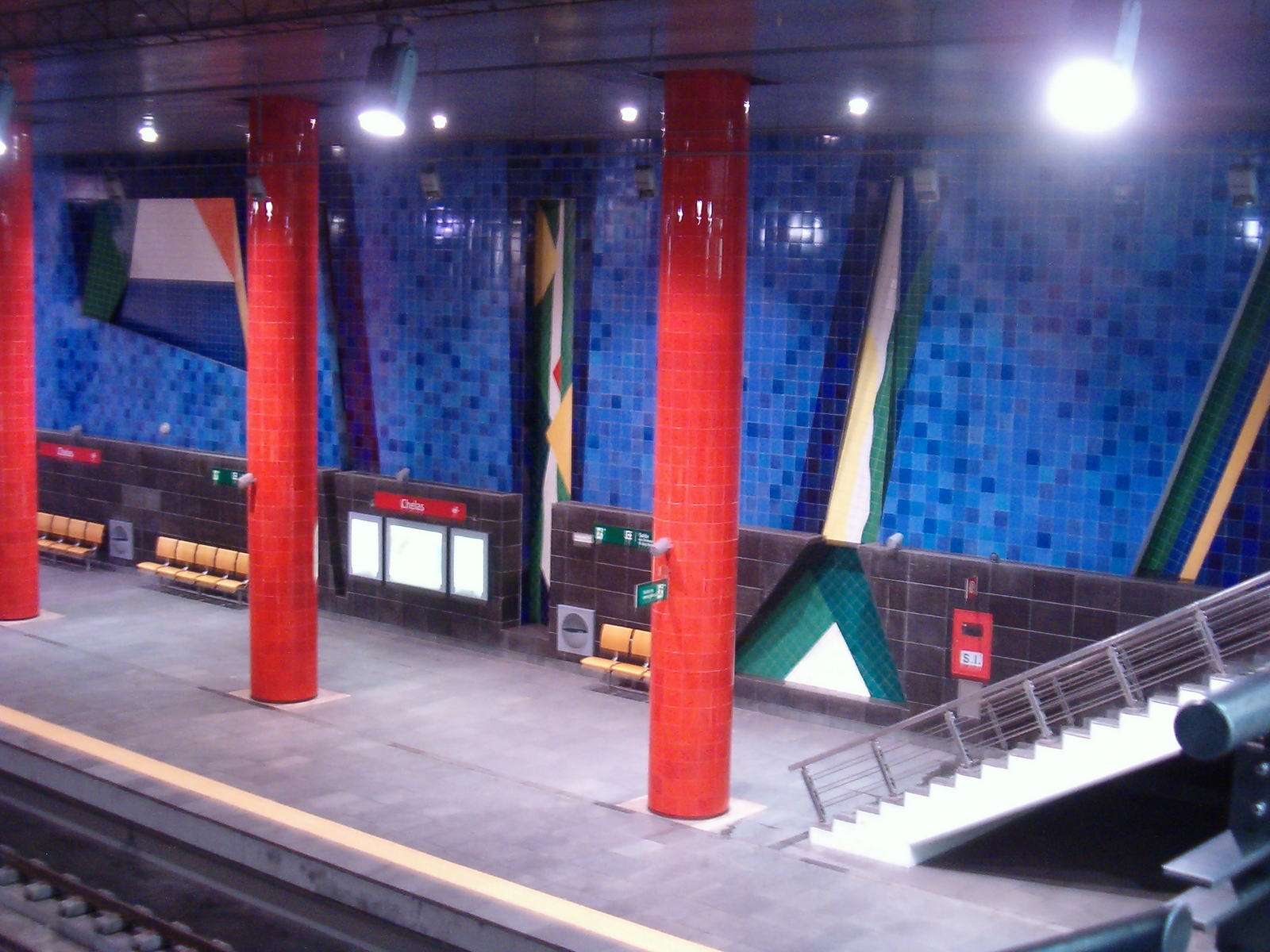
Azulejos de Jorge Martins, station Chelas, Lisbonne.
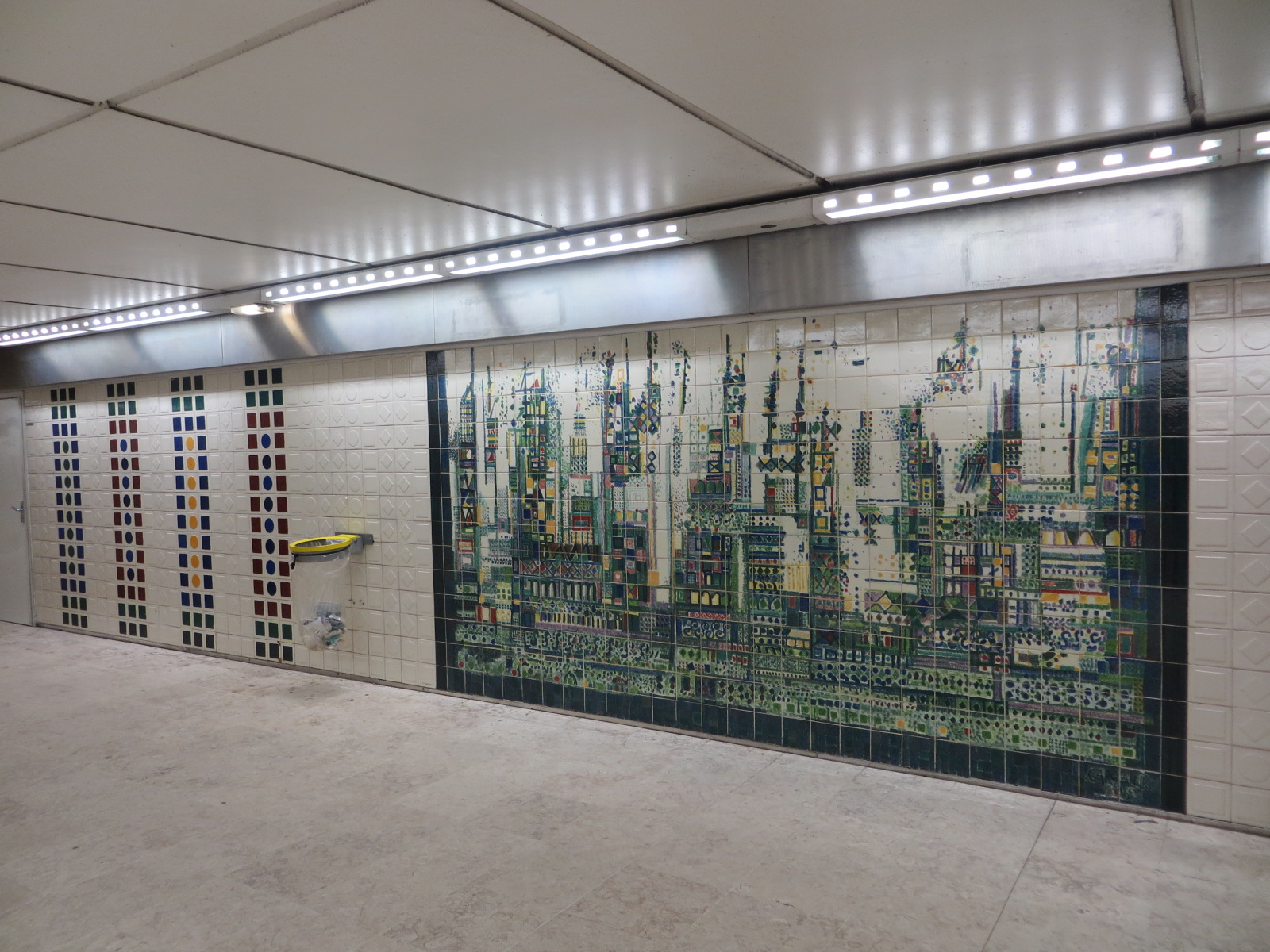
Azulejos de Manuel Cargaleiro, station Champs-Élysées - Clemenceau, 1995.
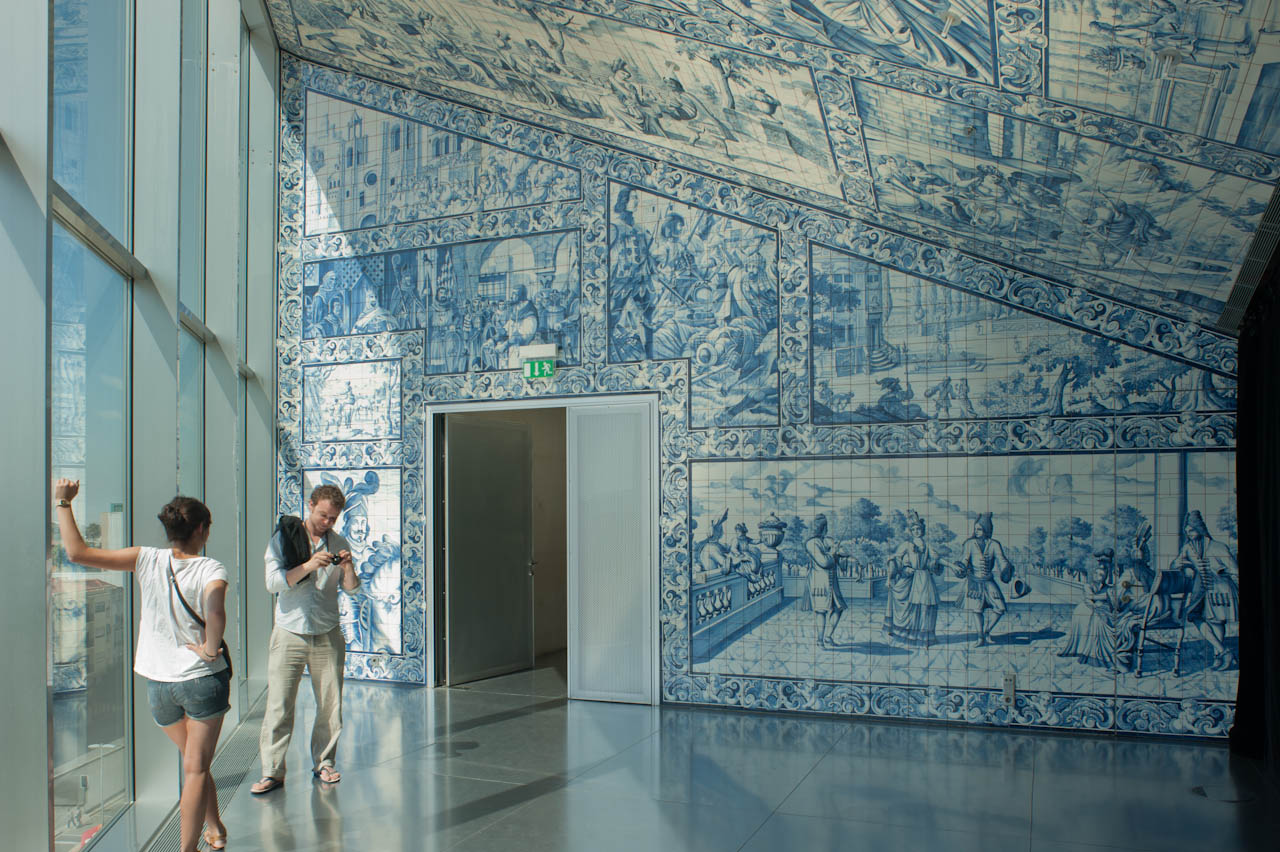
Casa da Música à Porto, architecte Rem Koolhaas, 2005.